# Lacanau
Lacanau est une commune du Sud-Ouest de la France située dans le département de la Gironde, en région Nouvelle-Aquitaine. La commune de Lacanau est membre de la communauté de communes Médoc Atlantique.
Bordant l'océan Atlantique, Lacanau est une station balnéaire où se déroule chaque année une compétition majeure de surf, le Lacanau Pro.

## Géographie
La commune de Lacanau, traversée par le 45e parallèle nord, est de ce fait située à égale distance du pôle Nord et de l'équateur terrestre (environ 5 000 km).

### Localisation
Lacanau se situe en bordure de l'océan Atlantique, dans le Médoc, à l'ouest du département de la Gironde, à 42 kilomètres au nord-ouest de Bordeaux.

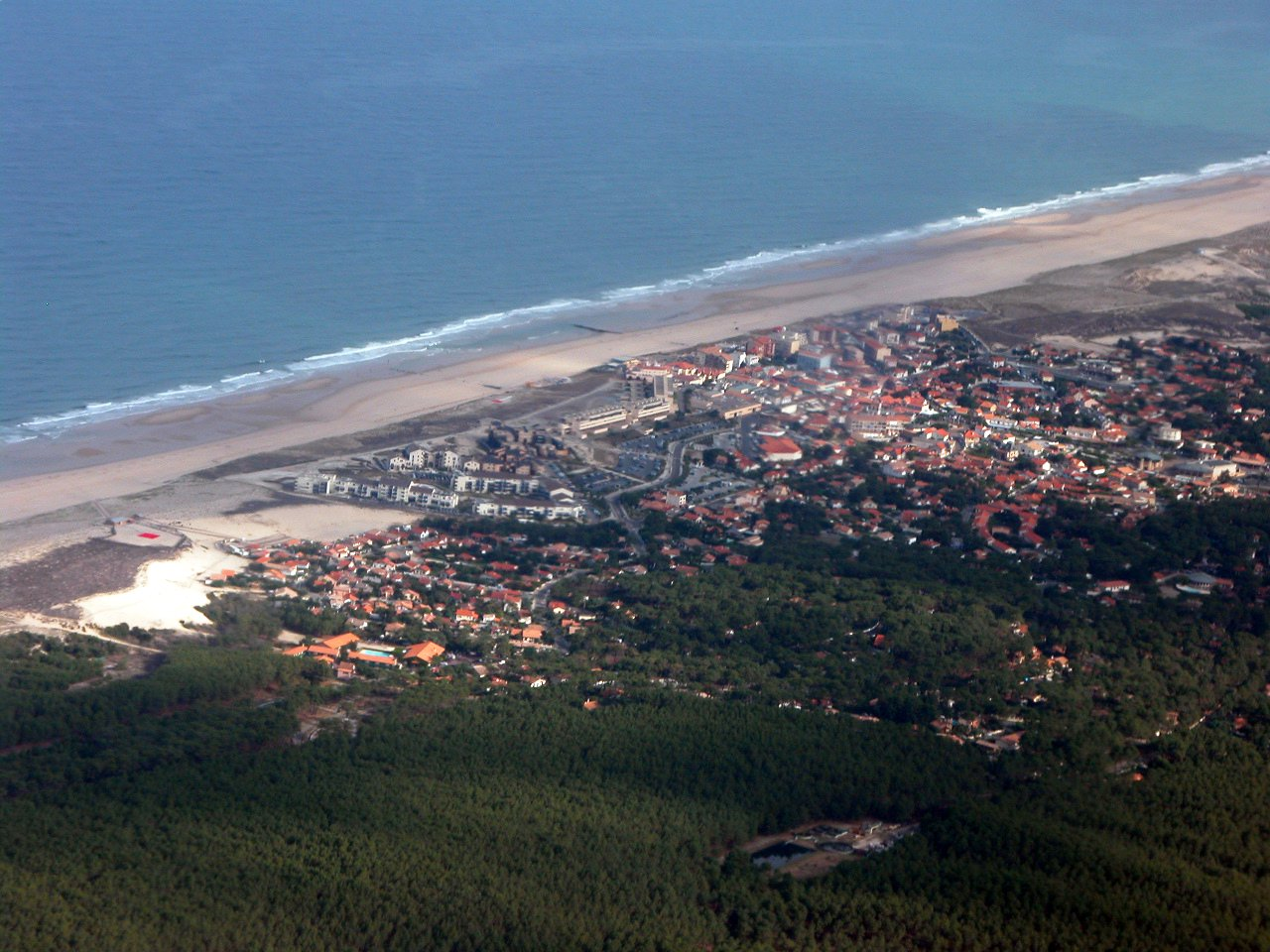
Vue aérienne de Lacanau-Océan.
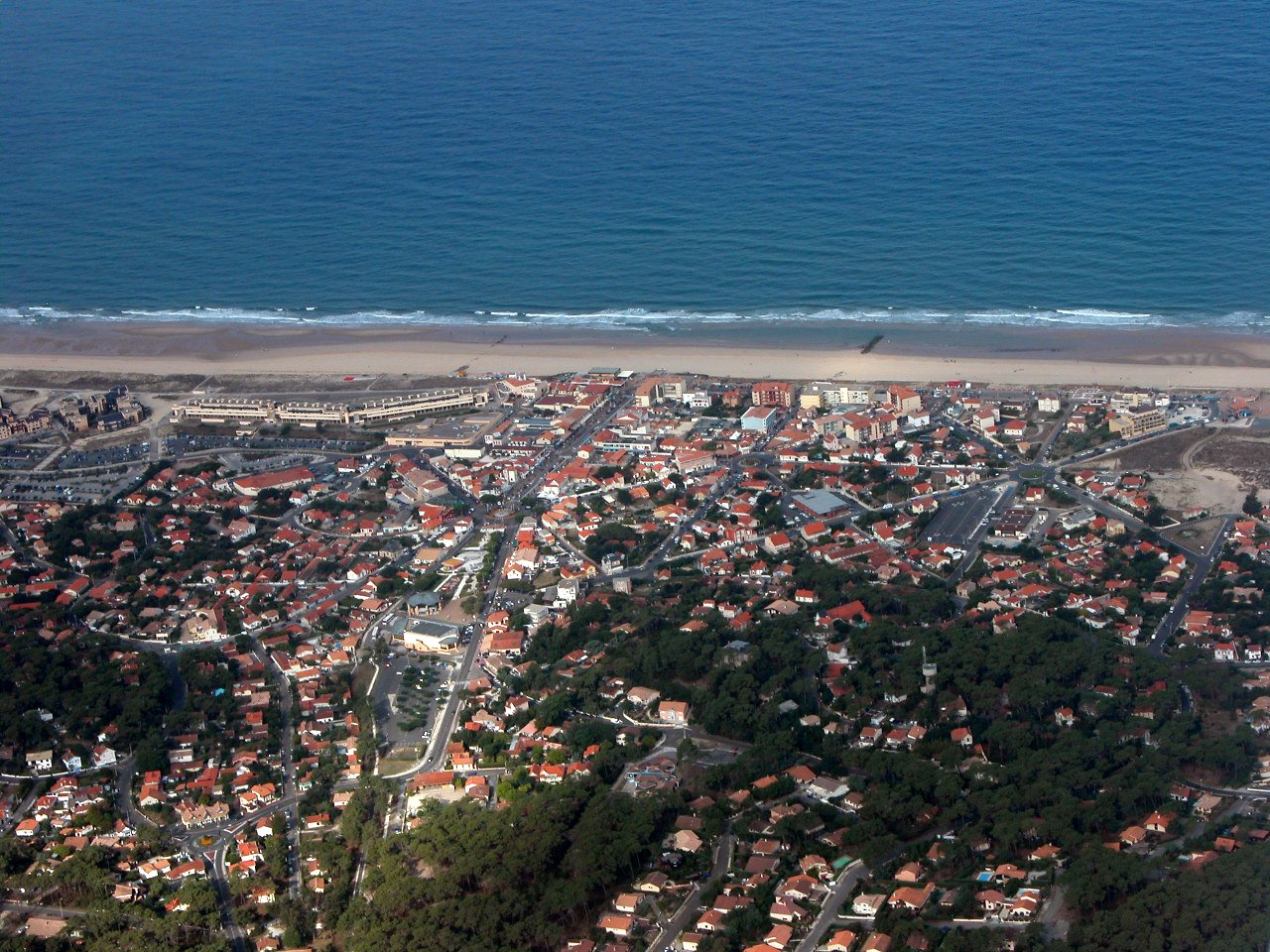
Centre-ville de Lacanau-Océan.
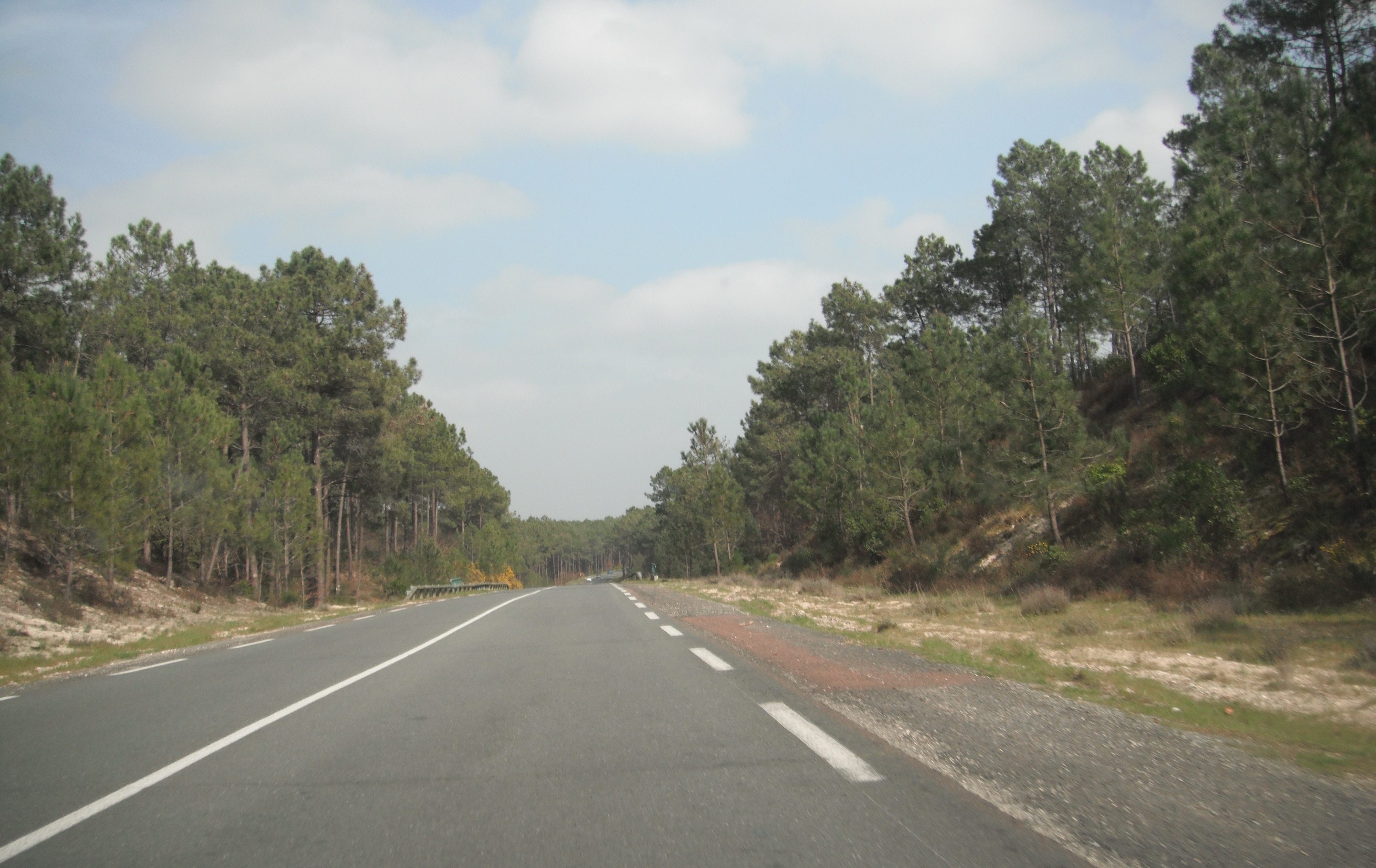
Route D6 de Lacanau-Océan.

| - OpenStreetMap Limite communale |

### Communes voisines et limitrophes
Les communes les plus proches sont Saumos (10 km), Carcans (12 km), Le Porge (12 km), Le Temple (13 km), Brach (13 km), Sainte-Hélène (16 km), Salaunes (20 km), Lège-Cap-Ferret (21 km), Castelnau-de-Médoc (23 km) et Hourtin (23 km).

#### Communes limitrophes
|                  | Carcans  | Brach         |
| Océan Atlantique | Lacanau  | Sainte-Hélène |
|                  | Le Porge | Saumos        |

### Géologie, relief et hydrographie

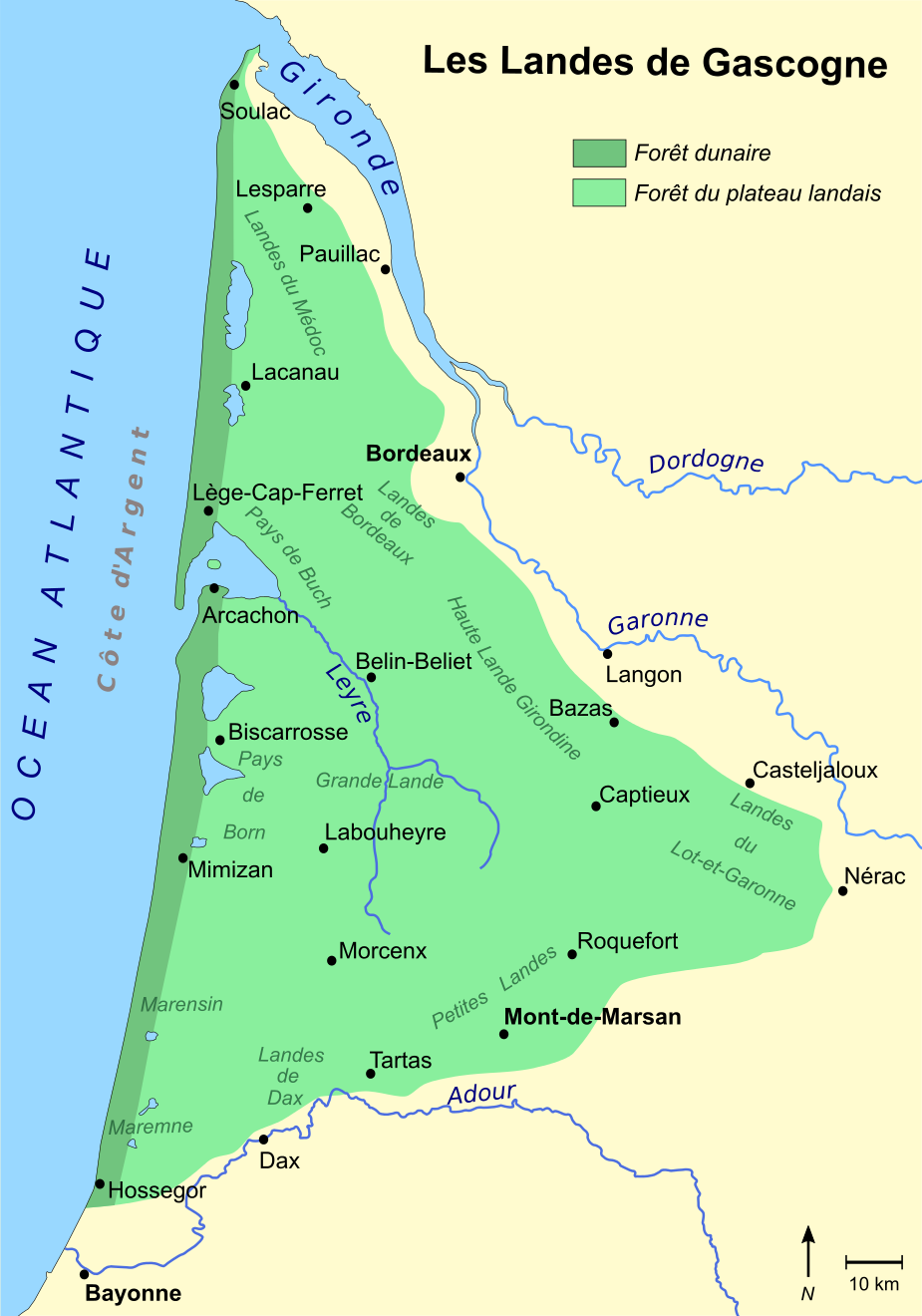
Lacanau dans les Landes de Gascogne.

La commune a une superficie de près de 214 km2 (21 402 hectares) et son altitude varie de 0 à 66 mètres.
Située sur la Côte d'Argent, Lacanau fait partie des Landes du Médoc, composante des Landes de Gascogne. On distingue trois zones naturelles :
- la plage et le cordon dunaire (Côte d'Argent) ;
- la forêt des Landes (Landes du Médoc) qui, contrairement au reste de la Gascogne landaise, n'est pas issue des boisements intensifs du XIXe siècle ;
- le lac de Lacanau, un des grands lacs landais[a 1].

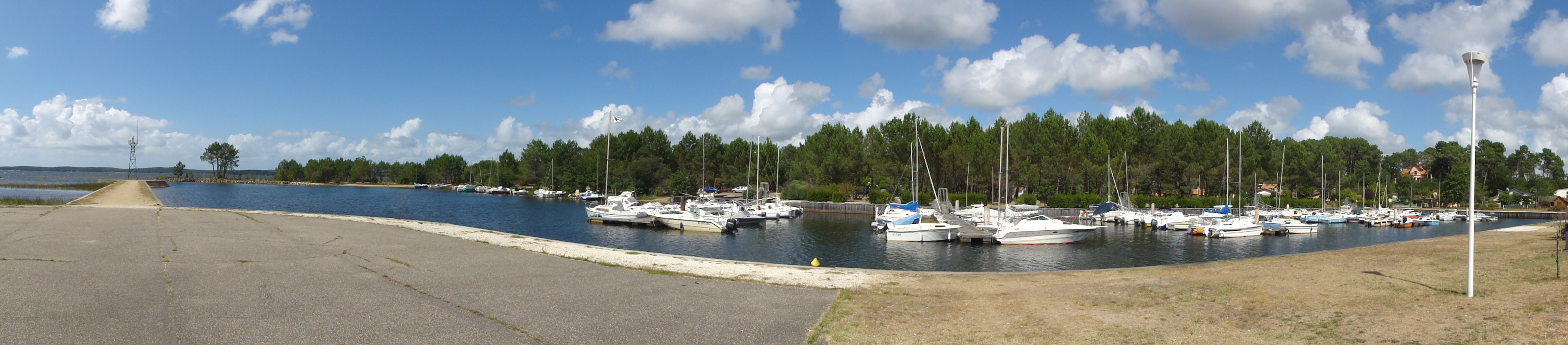
Vue panoramique du port sur l'étang de Lacanau.

Ouverte vers le grand large par le golfe de Gascogne, la côte océane du Médoc offre une ligne de plus de 100 km depuis la pointe de Grave jusqu'à la presqu'île du Cap Ferret d'une plage faite de sable fin. L'orientation nord-nord-est, sud-sud-ouest est perpendiculaire à l'action des houles, majoritairement d'ouest (77 %) et nord-ouest (20 %). La côte est plutôt inhospitalière de par la violence de l'océan aux grands rouleaux, mais aussi aux effets destructeurs des tempêtes hivernales. Phénomène ancien, le recul du trait de côte se poursuit et, malgré les interventions humaines dès le XIXe siècle, le littoral reste confronté au problème récurrent de l'érosion marine.

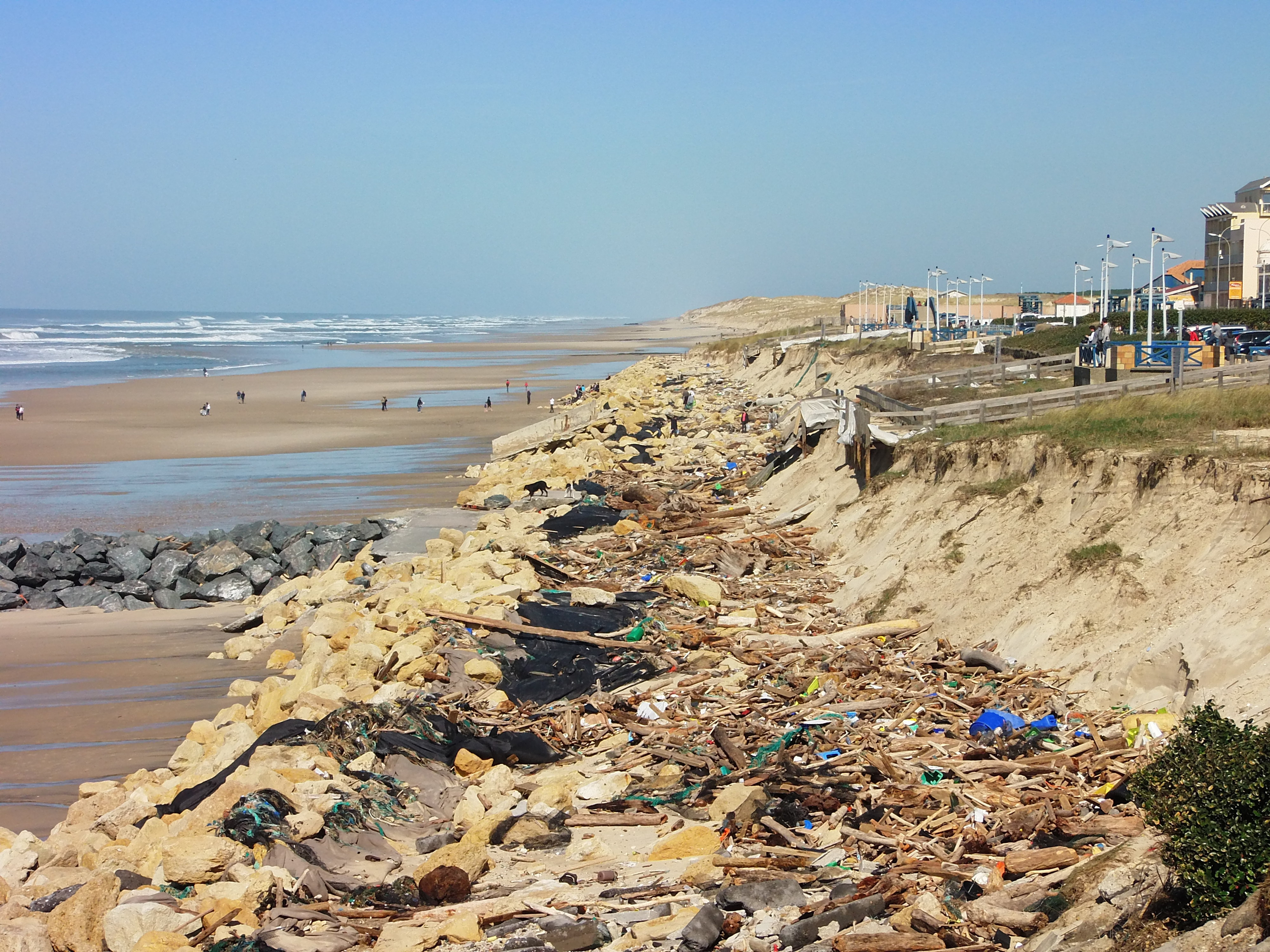
Plage Lacanau-Océan après la tempête de mars 2014.
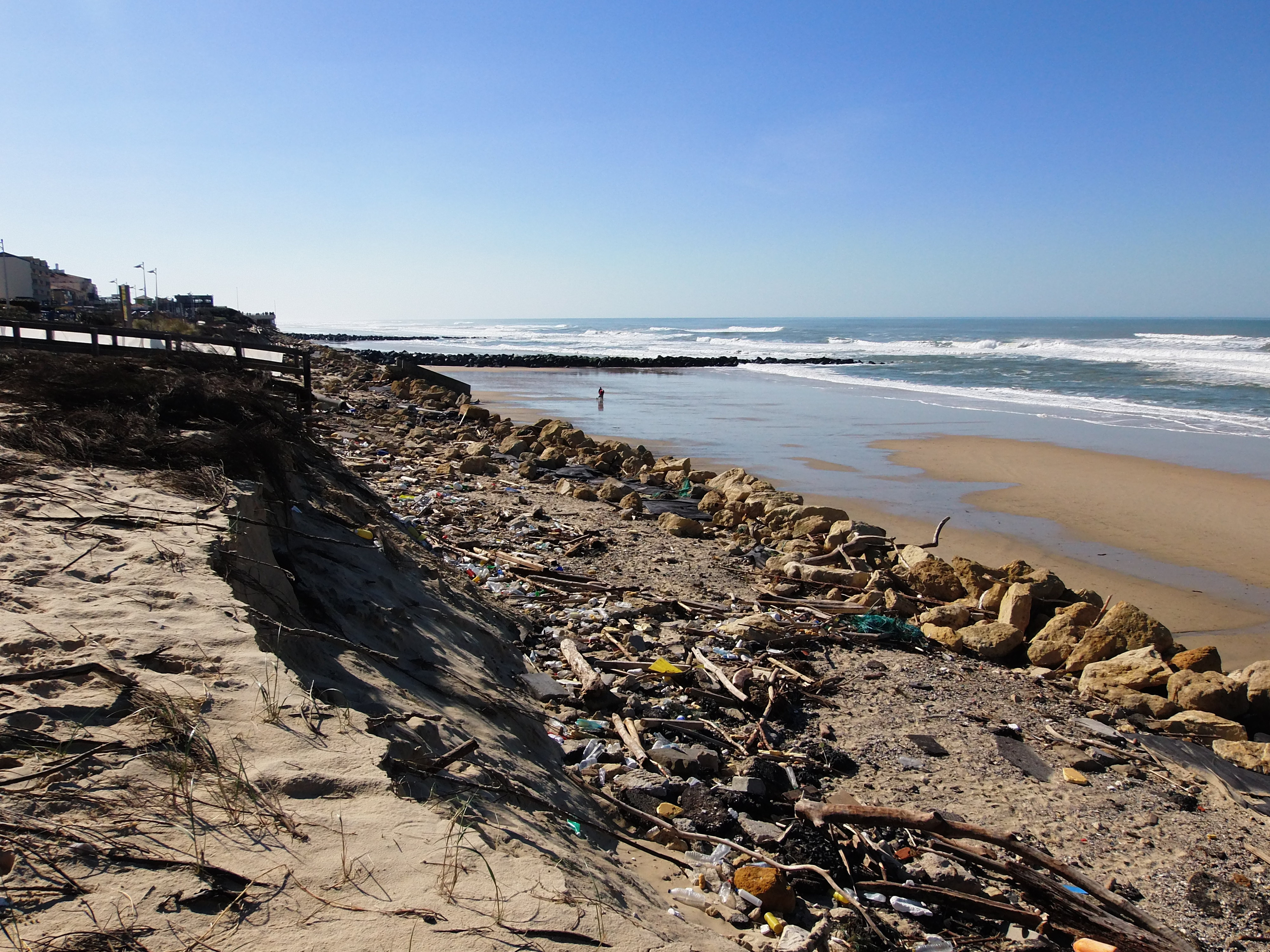
Plage Lacanau-Océan après la tempête de mars 2014.
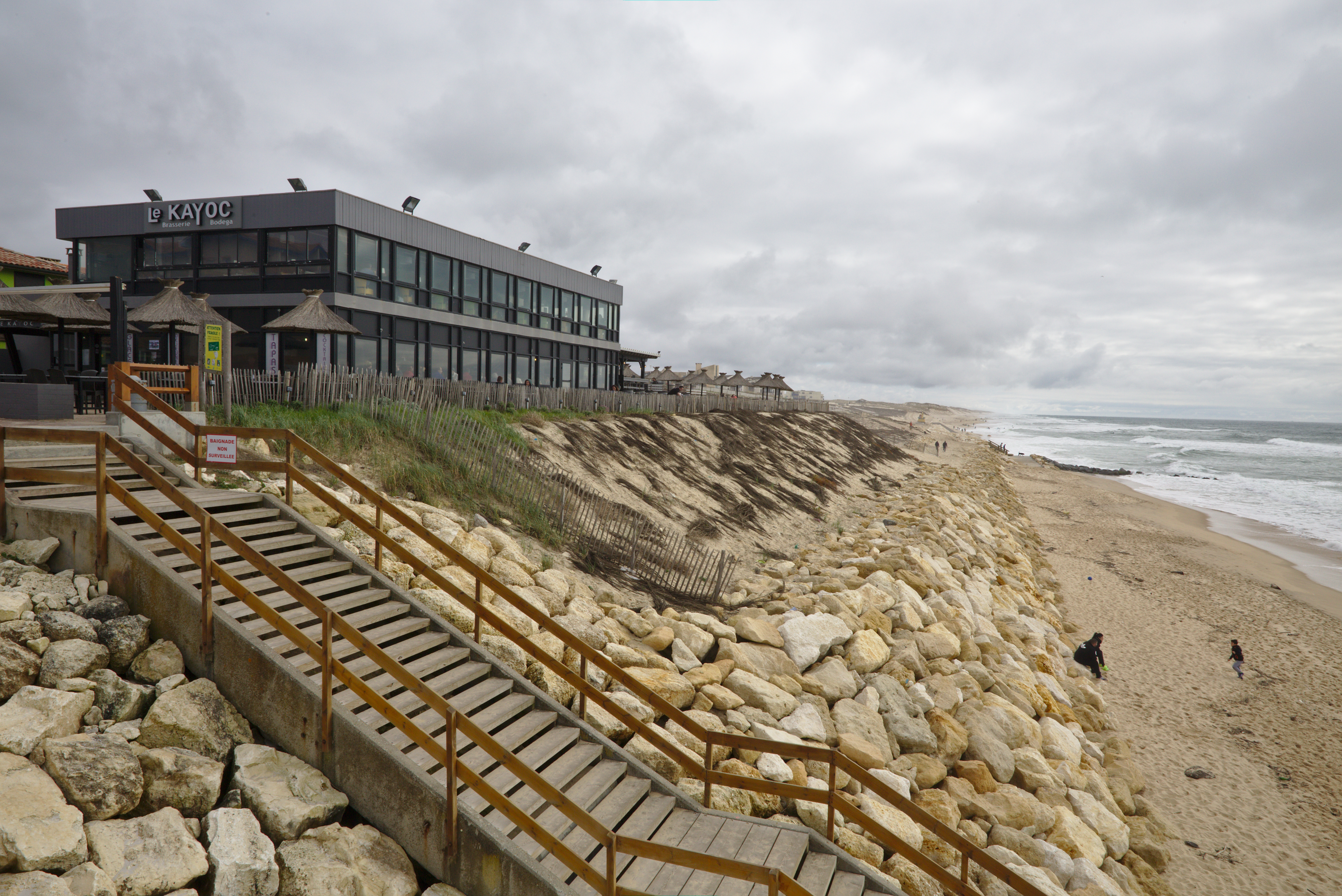
Après les travaux de renforcement de la dune (2015).
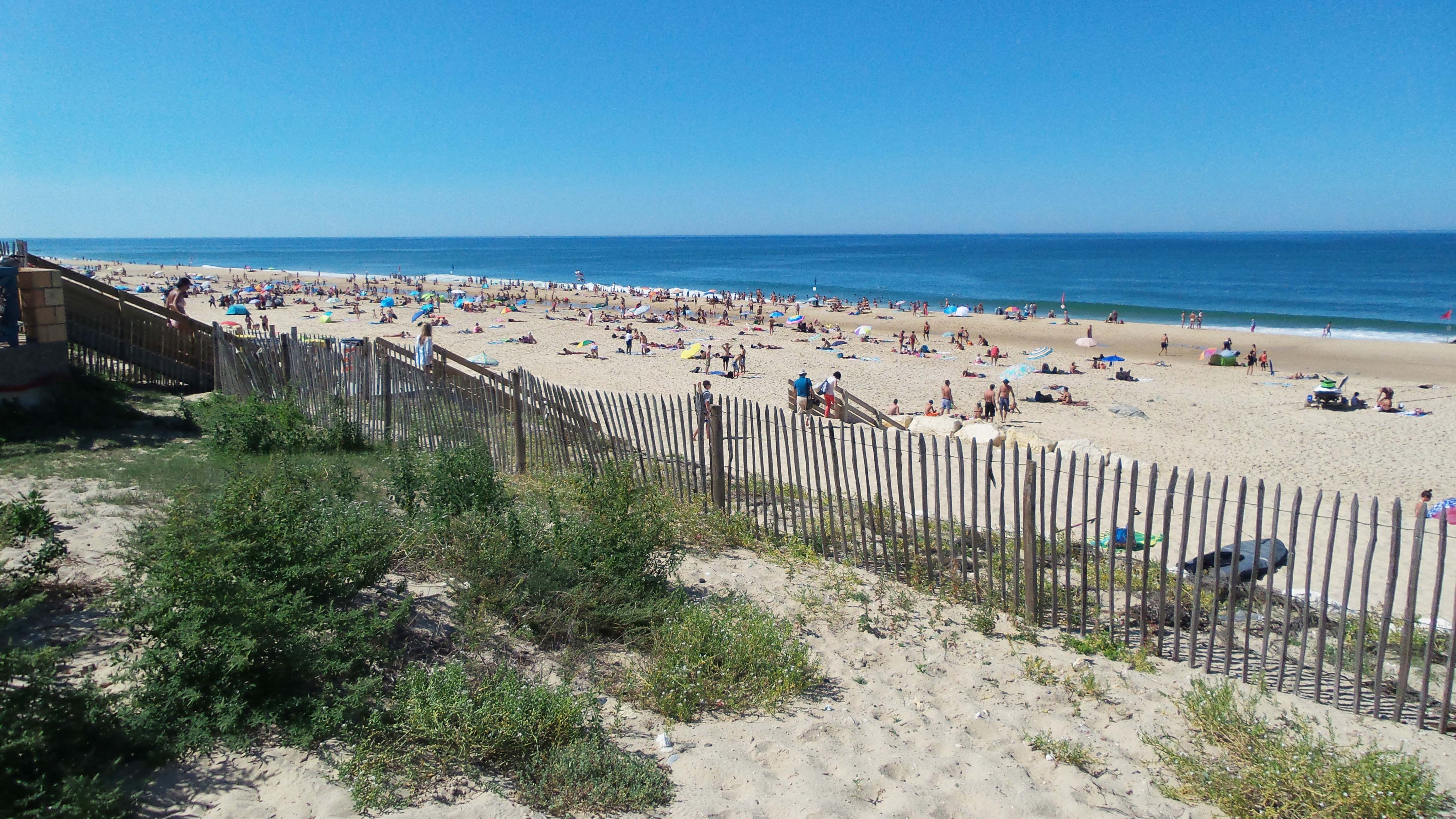
Plage nord après les travaux de 2015.

Durant l'hiver 2013-2014, la côte Aquitaine subit d'importants dommages et recule de 10 mètres sous l'effet des tempêtes. À Lacanau-Océan, sous le coup des tempêtes conjuguées aux grandes marées, le front de mer essuie un fort recul malgré les protections anti-érosion,,. La muraille servant de protection contre l'érosion s’est effondrée et les escaliers en bois permettant l'accès à la plage ont été détruits.
À la suite d'importants travaux d'empierrement et de la restructuration des accès à la plage, Lacanau-Océan retrouve tout son attrait d'avant les tempêtes de 2014.
On y trouve également l'étang de Cousseau. Situé sur la commune, il est d'une superficie de 50 hectares, et fait partie de la réserve naturelle nationale de l'étang de Cousseau. Cette réserve a été créée en 1976 (RNN), et s'étend sur 600 hectares. Elle abrite de nombreuses espèces animales et végétales de milieux variés. La réserve naturelle abrite notamment les derniers spécimens de vache marine landaise. C'est aujourd'hui l'association SEPANSO qui en a la charge. Il est possible de visiter cette réserve, accompagné d'un guide.

### Climat
Pour des articles plus généraux, voir Climat de la Nouvelle-Aquitaine et Climat de la Gironde.
Historiquement, la commune est exposée à un climat océanique aquitain.
En 2020, Météo-France publie une typologie des climats de la France métropolitaine dans laquelle la commune est exposée à un climat océanique et est dans la région climatique Littoral charentais et aquitain, caractérisée par une pluviométrie élevée en automne et en hiver, un bon ensoleillement, des hiver doux (6,5 °C), soumis à la brise de mer.
Pour la période 1971-2000, la température annuelle moyenne est de 13,1 °C, avec une amplitude thermique annuelle de 13,9 °C. Le cumul annuel moyen de précipitations est de 940 mm, avec 12,7 jours de précipitations en janvier et 7 jours en juillet. Pour la période 1991-2020, la température moyenne annuelle observée sur la station météorologique la plus proche, située sur la commune de La Teste-de-Buch à 13 km à vol d'oiseau, est de 13,7 °C et le cumul annuel moyen de précipitations est de 948,1 mm,. Pour l'avenir, les paramètres climatiques de la commune estimés pour 2050 selon différents scénarios d’émission de gaz à effet de serre sont consultables sur un site dédié publié par Météo-France en novembre 2022.

### Milieux naturels et biodiversité

#### Espaces protégés et gérés
La protection réglementaire est le mode d’intervention le plus fort pour préserver des espaces naturels remarquables et leur biodiversité associée.
Dans ce cadre, on trouve sur le territoire de la commune six espaces protégés :
- le parc naturel régional Médoc d'une superficie de 238 525,625 hectares[21] ;
- l'étang de lacanau, terrain acquis par le Conservatoire du littoral d'une superficie de 142,622 hectares[22] ;
- l'étang de Cousseau, terrain acquis par le Conservatoire du littoral d'une superficie de 186,375 hectares[23] ;
- la réserve biologique dirigée de Vire Vieille, Vignotte et Batejin d'une superficie de 214,34 hectares[24] ;
- les étangs Girondins et Landais, site classé selon la loi de 1930 d'une superficie de 8 346,264 hectares[25] ;
- la réserve naturelle nationale de l'étang de Cousseau, d'une superficie de 600 hectares[26].

#### Sites Natura 2000
Le réseau Natura 2000 est un réseau écologique européen de sites naturels d’intérêt écologique élaboré à partir des directives « habitats » et « oiseaux ». Ce réseau est constitué de zones spéciales de conservation (ZSC) et de zones de protection spéciale (ZPS). Dans les zones de ce réseau, les États Membres s'engagent à maintenir dans un état de conservation favorable les types d'habitats et d'espèces concernés, par le biais de mesures réglementaires, administratives ou contractuelles.
Quatre sites Natura 2000 ont été définis en site d'importance communautaire (SIC) sur la commune :
- les dunes du littoral girondin de la pointe de Grave au Cap Ferret[28] ;
- les zones humides de l'arrière dune du littoral girondin[29] ;
- les boisements à chênes verts des dunes du littoral girondin[30] ;
- la côte médocaine : dunes boisées et dépression humides[31].

#### Zones naturelles d'intérêt écologique, faunistique et floristique
L’inventaire des zones naturelles d'intérêt écologique, faunistique et floristique (ZNIEFF) a pour objectif de réaliser une couverture des zones les plus intéressantes sur le plan écologique, essentiellement dans la perspective d’améliorer la connaissance du patrimoine naturel national et de fournir aux différents décideurs un outil d’aide à la prise en compte de l’environnement dans l’aménagement du territoire.
Le territoire communal comprend quatre ZNIEFF de type 1 :
- le canal des étangs et ses petits étangs associés[32] ;
- le marais de la rive orientale de l'étang de Lacanau[33] ;
- l'étang de Cousseau, marais environnants et dépressions intradunaires[34] ;
- les Lettes de Baine de Lédasse[35].

et deux ZNIEFF de type 2 : 
- les étangs et marais d'arrière dune du littoral girondin[36] ;
- les dunes littorales entre Le Verdon et le Cap Ferret[37].

#### Espèces faunistiques et floristiques
L’Inventaire national du patrimoine naturel (INPN) recense plusieurs espèces faunistiques et floristiques sur le territoire de la commune dont certaines sont protégées et d’autres menacées et quasi-menacées.

## Urbanisme

### Typologie
Au 1er janvier 2024, Lacanau est catégorisée bourg rural, selon la nouvelle grille communale de densité à sept niveaux définie par l'Insee en 2022.
Elle appartient à l'unité urbaine de Lacanau, une unité urbaine monocommunale constituant une ville isolée,. Par ailleurs la commune fait partie de l'aire d'attraction de Bordeaux, dont elle est une commune de la couronne,. Cette aire, qui regroupe 275 communes, est catégorisée dans les aires de 700 000 habitants ou plus (hors Paris),.
La commune, bordée par un plan d’eau intérieur d’une superficie supérieure à 1 000 hectares, l'étang de Lacanau, est également une commune littorale au sens de la loi du 3 janvier 1986, dite loi littoral. Des dispositions spécifiques d’urbanisme s’y appliquent dès lors afin de préserver les espaces naturels, les sites, les paysages et l’équilibre écologique du littoral, tel le principe d'inconstructibilité, en dehors des espaces urbanisés, sur la bande littorale des 100 mètres, ou plus si le plan local d’urbanisme le prévoit.

### Occupation des sols

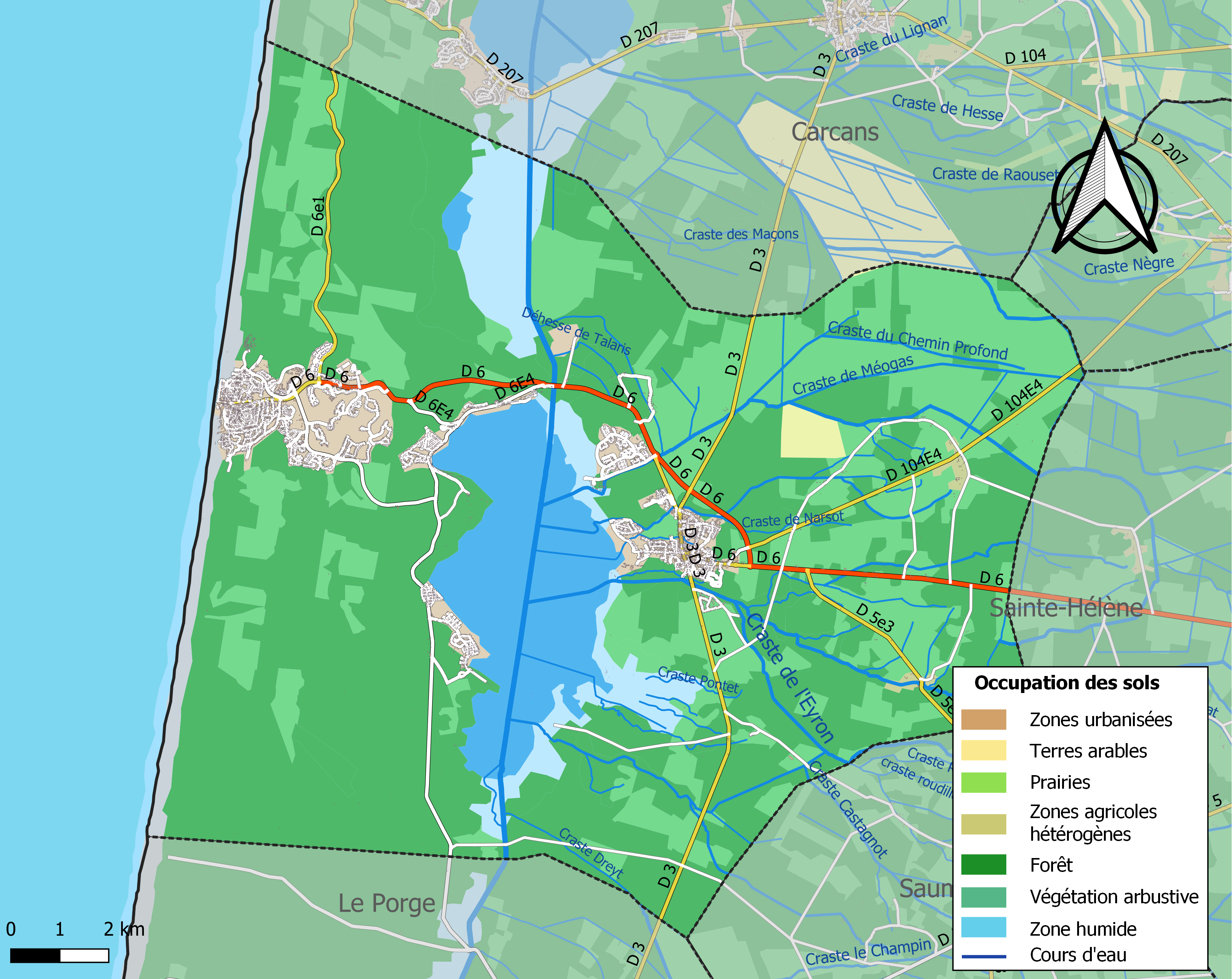
Carte des infrastructures et de l'occupation des sols de la commune en 2018 (CLC).

L'occupation des sols de la commune, telle qu'elle ressort de la base de données européenne d’occupation biophysique des sols Corine Land Cover (CLC), est marquée par l'importance des forêts et milieux semi-naturels (80,7 % en 2018), en diminution par rapport à 1990 (82,2 %). La répartition détaillée en 2018 est la suivante : 
forêts (52,6 %), milieux à végétation arbustive et/ou herbacée (26,2 %), eaux continentales (8,2 %), zones humides intérieures (4,9 %), zones urbanisées (4,3 %), espaces ouverts, sans ou avec peu de végétation (1,9 %), espaces verts artificialisés, non agricoles (0,8 %), terres arables (0,6 %), zones agricoles hétérogènes (0,3 %), zones humides côtières (0,1 %). L'évolution de l’occupation des sols de la commune et de ses infrastructures peut être observée sur les différentes représentations cartographiques du territoire : la carte de Cassini (XVIIIe siècle), la carte d'état-major (1820-1866) et les cartes ou photos aériennes de l'IGN pour la période actuelle (1950 à aujourd'hui).

### Morphologie urbaine
La commune est composée de plusieurs zones :
- Lacanau, constituée du bourg.
- Lacanau-Océan, zone située au bord de l'océan Atlantique. Station balnéaire, elle est apparue au début du XXe siècle. Esquissée pendant l'entre-deux guerres, elle s'est développée dans les années 1960-1970, dans le cadre de l'aménagement de la côte Aquitaine. Lacanau-Océan est séparée de Lacanau-Ville de 13 km par la route D6[47].
- Lacanau-Lac, composée de plusieurs hameaux (Talaris, le Moutchic, le Tedey, Longarisse, la Grande Escoure, Carreyre)[48].

### Logements
En 2009, le nombre total de logements dans la commune était de 8 782. Parmi ces logements, 23,4 % étaient des résidences principales (pour 85 % dans le département), 75,1 % des résidences secondaires et 1,5 % des logements vacants. Ces logements étaient pour une part de 72,2 % des maisons et de 27,2 % des appartements.
Toujours sur l'ensemble des logements de la commune, 2 % étaient des logements d'une pièce, 8 % de deux pièces, 21 % de trois pièces, 32 % de quatre pièces, et 38 % des logements de cinq pièces ou plus.
La proportion de ménages propriétaires de leur logement était de 69,6 %, proportion supérieure à la moyenne départementale (56 %), et celle des locataires était de 24,8 %. On peut également noter que 5,6 % des logements étaient occupés gratuitement.
L'ancienneté d'emménagement dans la résidence principale, rapporté au nombre de ménages, était de 14 % depuis moins de deux ans, 25 % entre deux et quatre ans, 21 % entre cinq et neuf ans, et 40 % de dix ans et plus (pour 46 % dans le département).
En 2012, on trouvait 8 892 logements sur la commune, dont 23 % étaient des résidences principales, pour une moyenne sur le département de 85 %, et dont 70 % des ménages en étaient propriétaires.

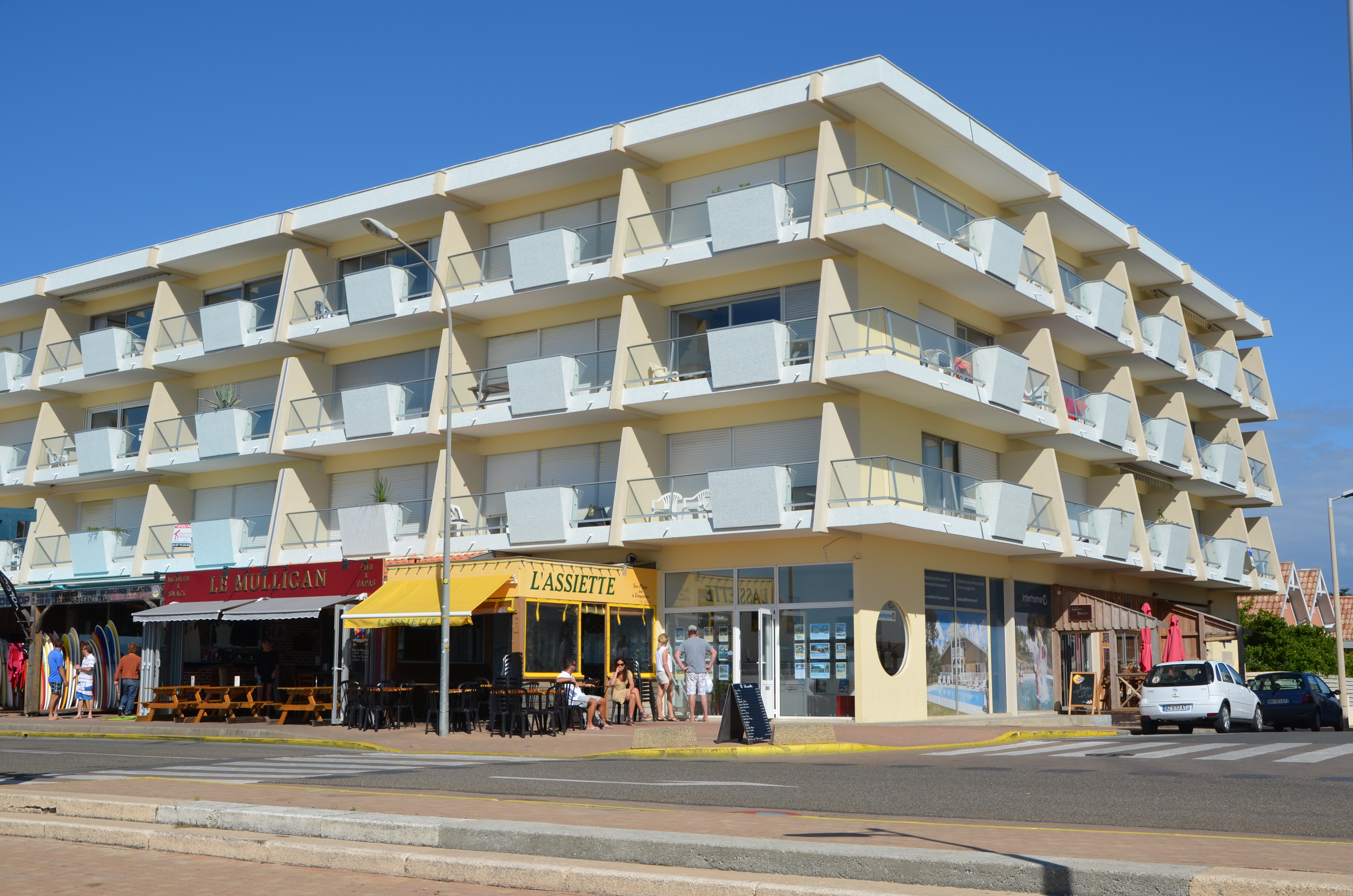
Résidence du Casino.
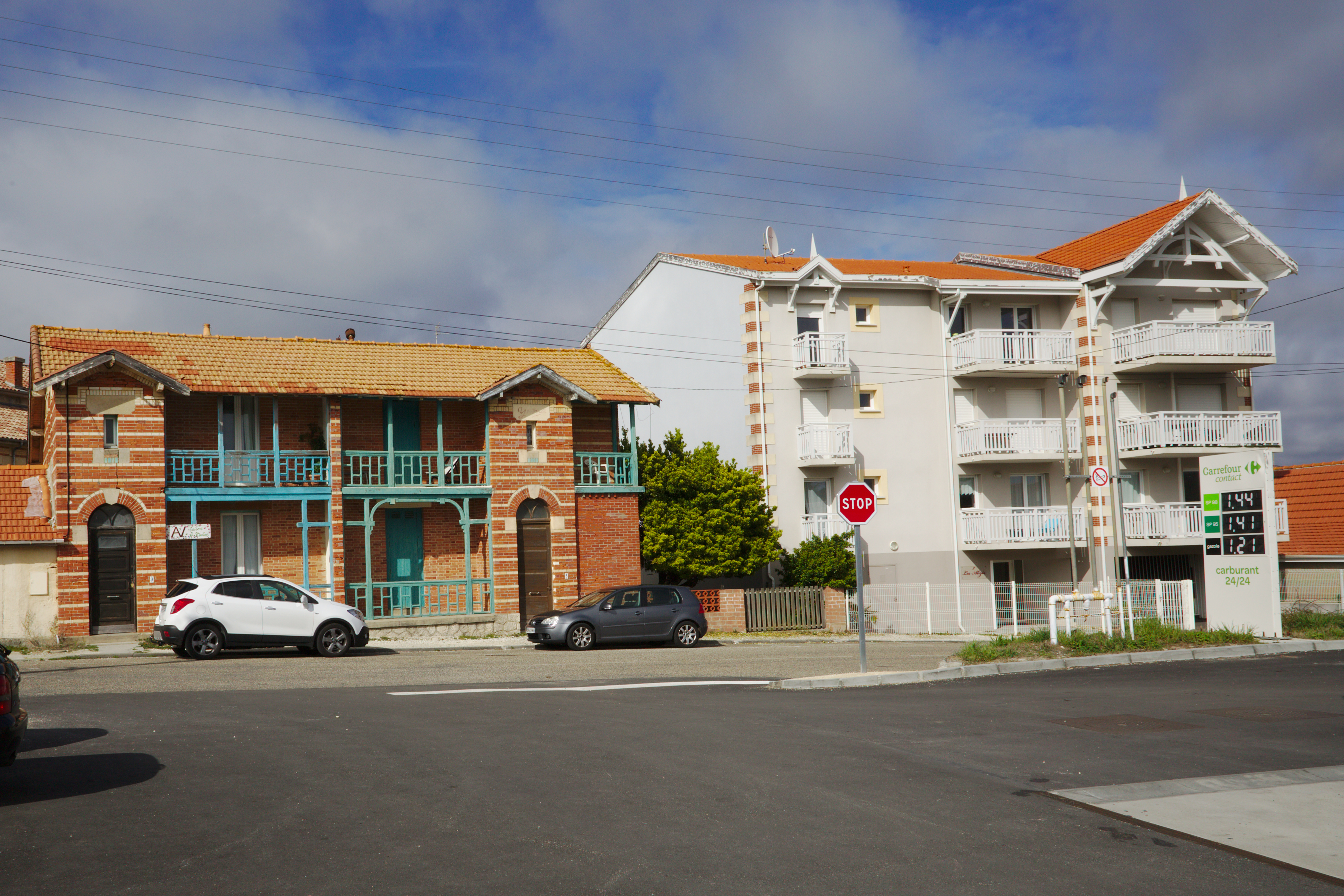
Permanence de style.
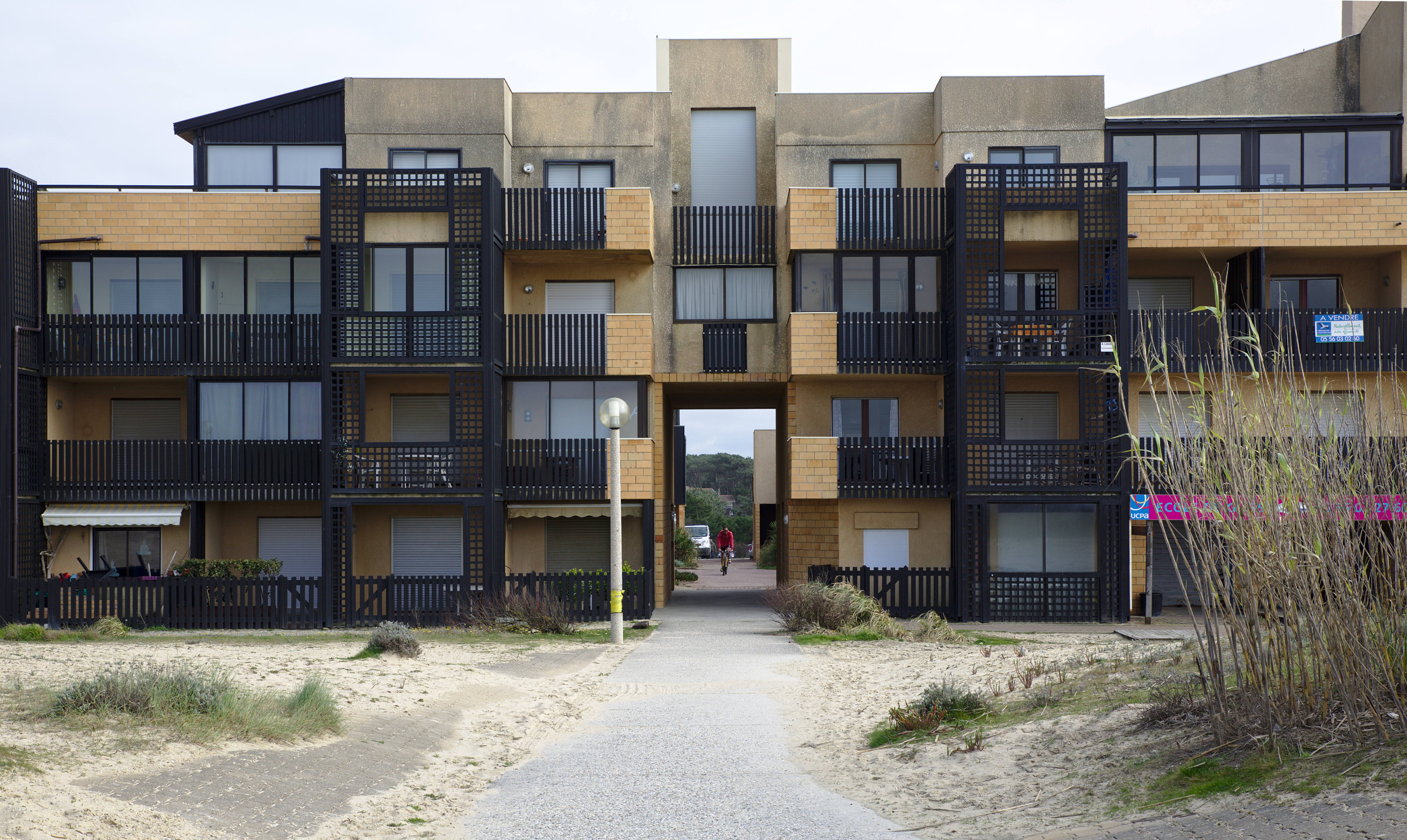
Constructions récentes.
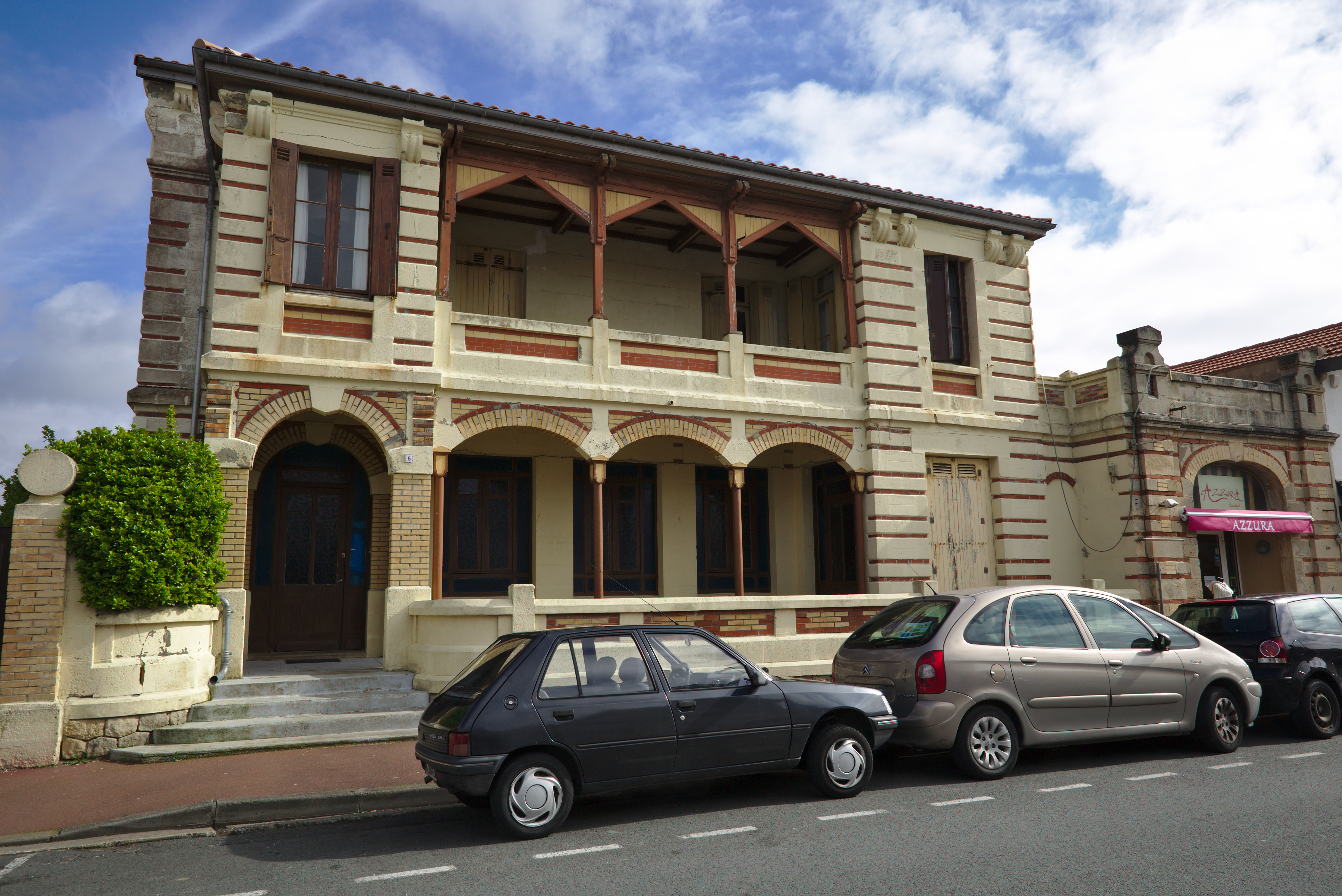
Villa Les Dunes.

### Voies de communication et transports

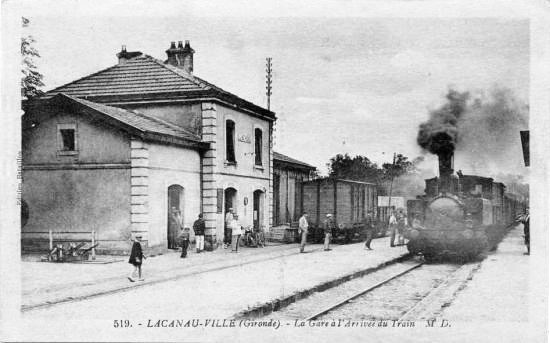
L'ancienne gare de Lacanau-ville.

Lacanau est desservie par plusieurs lignes du réseau de bus TransGironde (réseau interurbain de Gironde) :
- la ligne 421, reliant la gare Bordeaux-Saint-Jean à Lacanau-Océan ;
- la ligne 611 qui rejoint Lège-Cap-Ferret uniquement pendant les mois juillet-août.

La commune disposait d'une gare sur la ligne de chemin de fer de Bordeaux à Lacanau-Océan, ouverte en 1885 et fermé en 1978. Cette ligne a été transformée en piste cyclable (voie verte de Bordeaux à Lacanau-Océan).

### Risques majeurs
Le territoire de la commune de Lacanau est vulnérable à différents aléas naturels : météorologiques (tempête, orage, neige, grand froid, canicule ou sécheresse), inondations, feux de forêts, mouvements de terrains et séisme (sismicité très faible). Un site publié par le BRGM permet d'évaluer simplement et rapidement les risques d'un bien localisé soit par son adresse soit par le numéro de sa parcelle.
Certaines parties du territoire communal sont susceptibles d’être affectées par le risque d’inondation par submersion marine. La commune a été reconnue en état de catastrophe naturelle au titre des dommages causés par les inondations et coulées de boue survenues en 1982, 1983, 1992, 1993, 1997, 1999, 2009 et 2020,.
Lacanau est exposée au risque de feu de forêt. Depuis le 20 avril 2016, les départements de la Gironde, des Landes et de Lot-et-Garonne disposent d’un règlement interdépartemental de protection de la forêt contre les incendies. Ce règlement vise à mieux prévenir les incendies de forêt, à faciliter les interventions des services et à limiter les conséquences, que ce soit par le débroussaillement, la limitation de l’apport du feu ou la réglementation des activités en forêt. Il définit en particulier cinq niveaux de vigilance croissants auxquels sont associés différentes mesures. Sur le plan de l'aménagement du territoire la commune dispose d'un plan de prévention des risques incendies feux de forêts (PPRIF).
Les mouvements de terrains susceptibles de se produire sur la commune sont des avancées dunaires. La migration dunaire est le mouvement des dunes, vers l’intérieur des terres. Les actions conjuguées de la mer et du vent ont pour effet de déplacer les sables et donc de modifier la morphologie du littoral.
Par ailleurs, afin de mieux appréhender le risque d’affaissement de terrain, l'inventaire national des cavités souterraines permet de localiser celles situées sur la commune.
Concernant les mouvements de terrains, la commune a été reconnue en état de catastrophe naturelle au titre des dommages causés par des mouvements de terrain en 1999.

## Toponymie
Le nom de Lacanau est documenté sous les formes (de) Canali en 1099, La Canau au XVIIe siècle, Lacanau en 1326, 1793 et 1801,. Jacques Baurein, qui publie au XVIIIe siècle le résultat d'une enquête sur la situation de la commune, y indique que la paroisse est appelée Sanctus Vincentius de Canali dans quelques titres en latin.
Ce toponyme est issu du gascon canau « canal » précédé de l'article défini féminin la,,. Le terme gascon canau indique « un grand fossé naturel ou artificiel facilitant l'écoulement des eaux dans les plaines où leur évacuation est compromise par le manque de pente » qui s'applique ici au réseau de drainage des marécages situés derrière le cordon dunaire.
La plupart des lieux-dits anciens de Lacanau sont potentiellement explicables par le gascon : c'est le cas pour des noms comme l'Ardilouse, la Méjanne, l'Escoure, Carreyre, le Basta, Cantelaude, un peu moins pour le Cousseau, le Huga, le Moutchic, Hinestruc, Méogas, etc. Il existe une série de microtoponymes d'origine obscure, appartenant peut-être pour certains à une couche plus ancienne : les Nerps, Narsot, Talaris, etc. Méjos et Sauconos sont probablement des toponymes aquitains en -os qui est une terminaison très fréquente dans la région et connue en Espagne sous la forme diphtonguée -ués. Il avait à peu près la même signification que les suffixes -(i)acum d'origine gauloise, qui a donné la terminaison -ac dans la région et -anum d’origine latine qui a abouti à la terminaison -an.

## Histoire

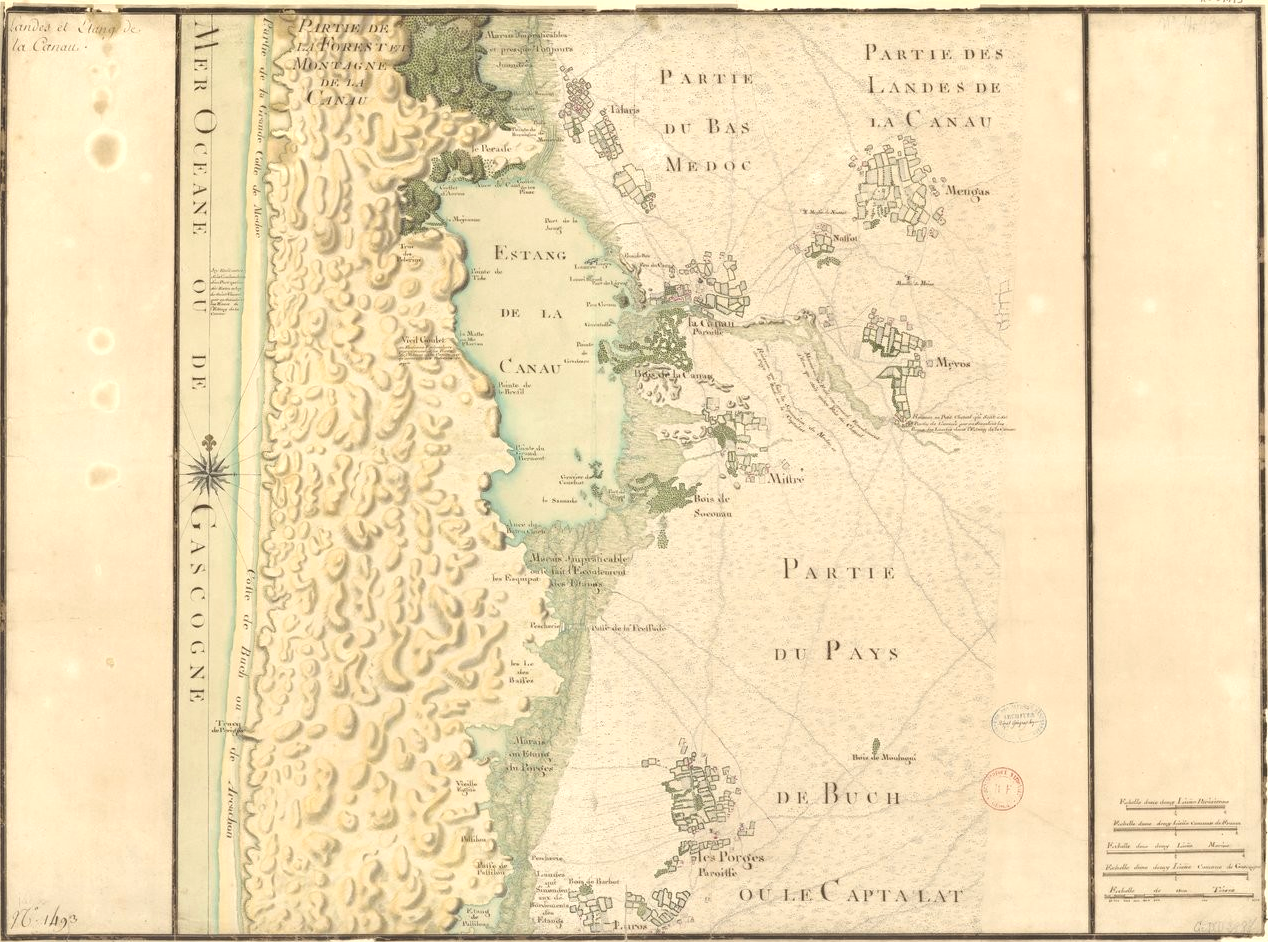
Lacanau au début du XVIIIe siècle.

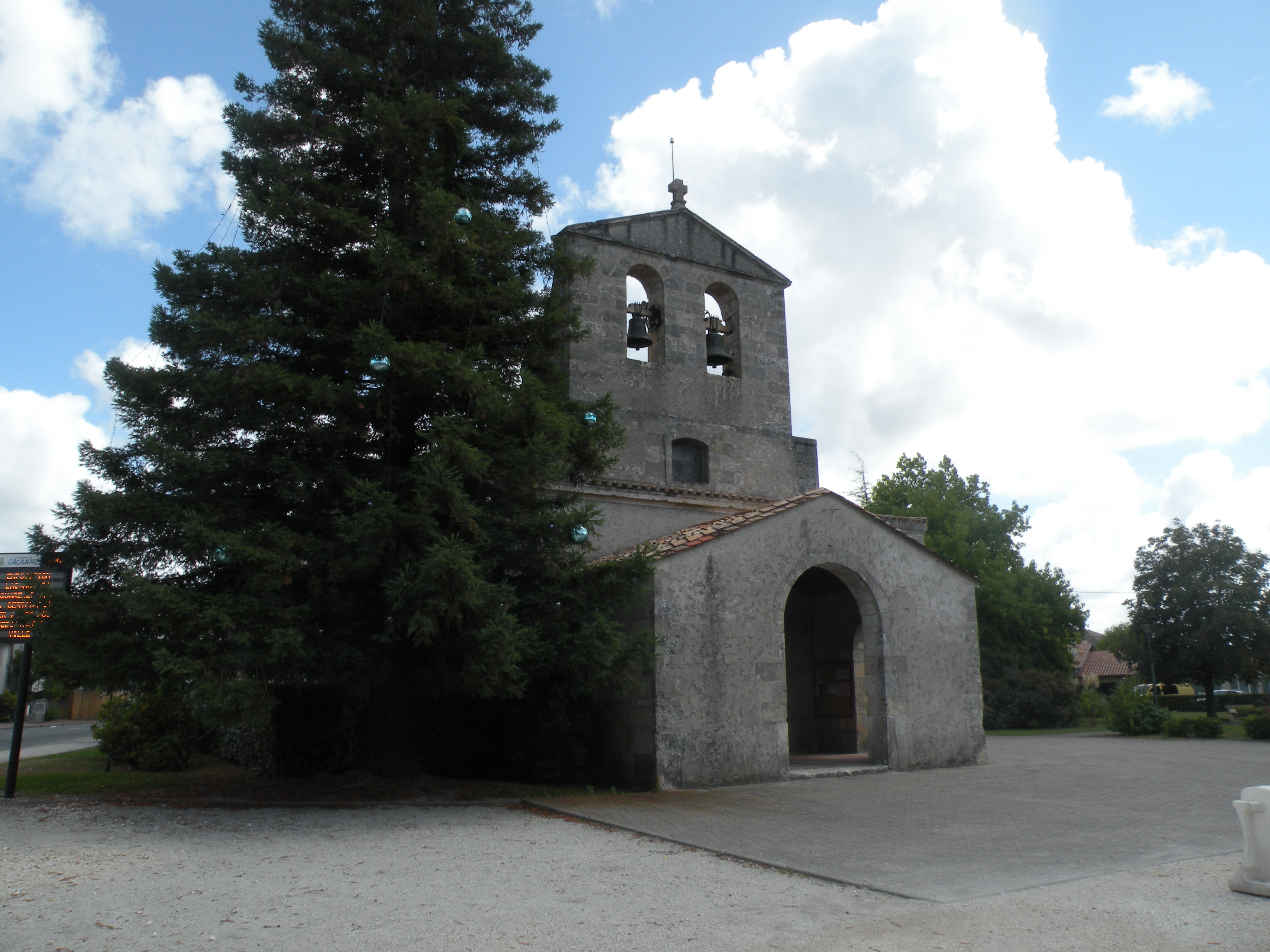
Église de Lacanau-Ville.

Au XVIIIe siècle, en 1764-1765, on construit une nouvelle église, l'ancienne initialement située à 500 m à l’est de la rive actuelle du lac étant menacée par les eaux de l'étang, car la construction d’une digue ne suffisait pas à parer l’avancée des marais. La commune, territoire voisin de la mer, est exposée aux changements de ses terrains, soit par l'apport de sable venu de l'océan, dont le vent en forme ensuite des dunes, soit par les eaux pluviales qui, ne s'écoulant pas, forment des étangs. Les activités agricoles se développent autour de la culture de pins, qui permet aussi de fixer la mobilité des sables, et de la pêche. L'économie de la commune avant le XXe siècle est organisée autour du système agro-pastoral et de l'exploitation de la résine.
Le train arrive très tôt à Lacanau dans le XIXe siècle, les chemins de fer partant à la conquête de l'Atlantique. Entre 1854 et 1879, on creuse le canal reliant les étangs de Lacanau, du Porge et de Lège. Les dunes n'étaient pas immobiles avant leur boisement du XVIIIe siècle. La fixation des dunes du littoral date du début du XIXe siècle, où 37 000 hectares sont semés.

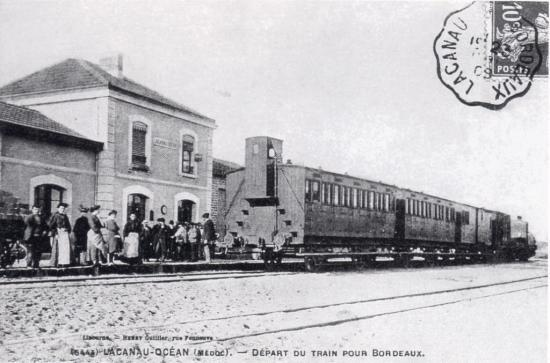
Gare de Lacanau-Océan.

En 1884, Pierre Ortal, propriétaire à Lacanau et chef de service aux Chemins de fer des Landes, fait connaître par écrit à la municipalité de Lacanau son intention de créer une station balnéaire sur les dunes littorales de la commune. Le conseil municipal du 5 octobre 1884 étudie l'avant-projet de chemin de fer d'intérêt local déposé par Pierre Ortal pour prolonger la future ligne de Bordeaux-Saint-Louis à Lacanau (ouverte en 1885), en vue de créer cette station balnéaire. Pour en arriver là, Pierre Ortal et des notables argentés de la région bordelaise fondent en 1890 la Société immobilière de Lacanau et du chemin de fer de Lacanau à l'océan. Les principaux actionnaires seront Émile Faugère, ingénieur, Albert Lagueyte, Jean Bonnamy, entrepreneurs, et Pierre Durand, l'architecte. En hommes avertis et visionnaires, ils acquièrent des terrains du Domaine de Lacanau et procèdent à un échange avec l'État, en 1900, de quelque 380 ha situés sur les dunes littorales de la commune de Lacanau. Le plan du lotissement est dressé par Pierre Durand et Jean Bonnamy, en 1903. Par ailleurs, Émile Faugère, ingénieur spécialisé dans la construction de voies de chemin de fer, présente aux autorités, le 19 août 1903, le plan de la future voie de chemin de fer dite « d'intérêt local » pouvant relier Lacanau à l'océan. En octobre 1904, les premiers terrains mis en vente seront commercialisés. Les matériaux de construction peuvent être acheminés dès 1905, la voie ferrée et la gare de Lacanau-Océan ayant été mises en service.
Station balnéaire depuis le début du XXe siècle, Lacanau-Océan a fêté son centenaire en 2006.
Des villas surgissent des sables et seront achevées pour la plupart en 1906-1907, notamment La Primavera, la villa du fondateur de la station, Pierre Ortal, malheureusement détruite à la fin des années 1970. À sa place, a été élevée une construction moderne, qui n'est pas des plus laides parmi celles construites au cours de ces années-là, mais ce n'est qu'une maigre consolation ; le chalet Bonnamy (l'actuel hôtel de la Côte d'Argent) et la villa les Mouettes de la famille Princeteau, toutes trois ayant été les premières construites sur le boulevard de la Plage. En même temps, sont construites la villa les Genêts et l'hôtel Marian (l'actuel Australien) sur l'avenue de la plage (les actuelles allées Ortal), Beau Site de Jean Émile Faugère la plus belle demeure de la station que les descendants de cet homme investissent toujours en été et la villa PH alias Plaisance de l'architecte Pierre Durand que la commune de Lacanau restaure.
En 1910 est inaugurée la route reliant Lacanau à Lacanau-Océan. À la suite du développement de l'automobile, les lignes de chemin de fer fermèrent à partir de 1949.
Durant la Première Guerre mondiale, les soldats américains aménagent une base d'hydravions et une école de pilotage au Moutchic, qui deviendront ensuite un sanatorium puis un centre médico-scolaire. 

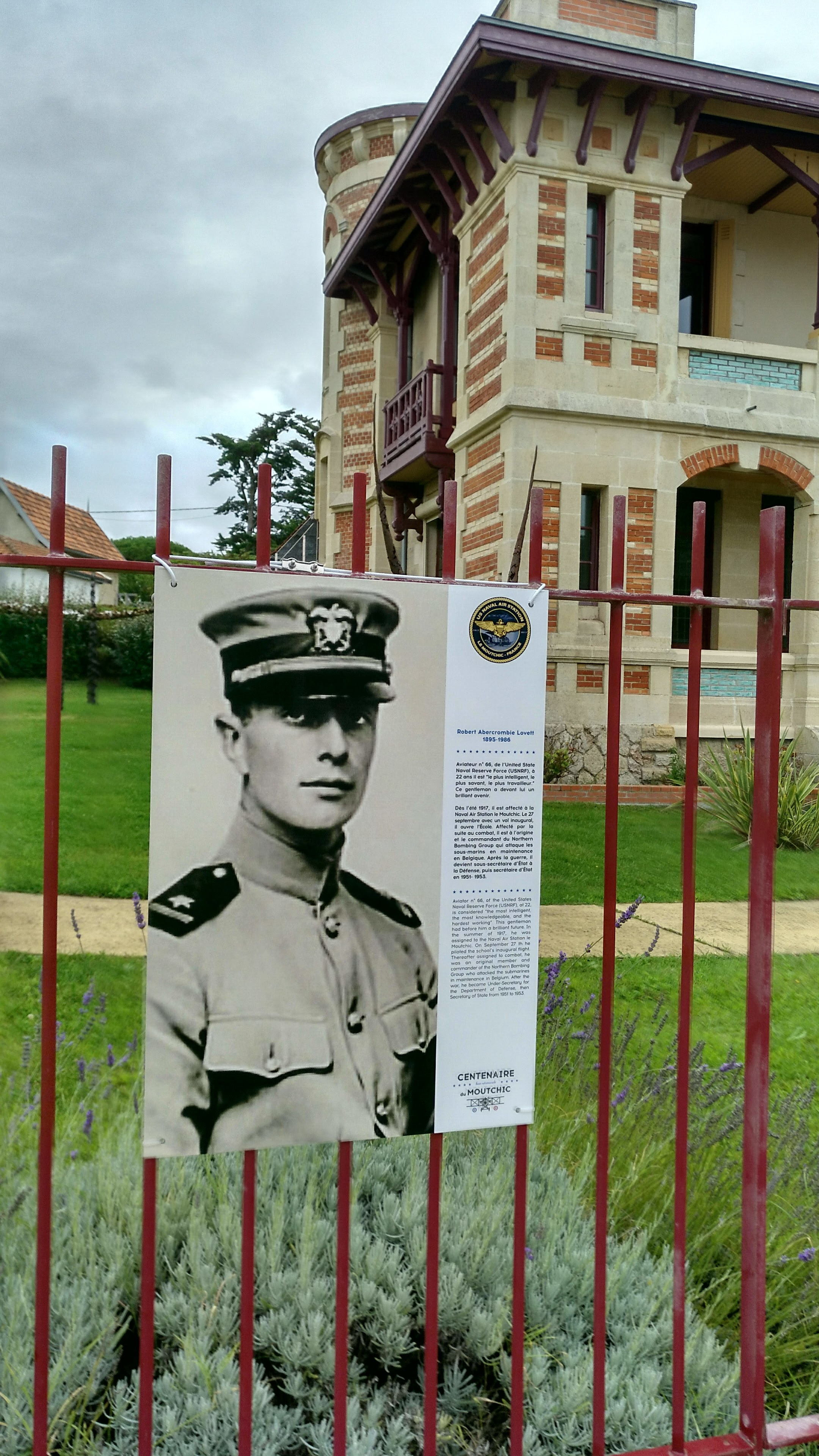
Panneau d'information sur Robert A. Lovett (plus tard secrétaire américain à la Défense) à Lacanau France 2017 (100 ans de la base aéronavale du Moutchic)

En août 1937, le Cantabria, un navire espagnol transportant des voyageurs espagnols fuyant la dictature de Franco, s'échoue sur les plages de l'Alexandre à Lacanau,.
Durant la Seconde Guerre Mondiale, l'occupant allemand fait construire des fortifications militaires sur la plage, afin de protéger son littoral des incursions alliées, qui prennent de l'ampleur à partir de 1942 et surtout afin de contenir un possible débarquement des forces alliées.  5 points fortifiés sont construits au nord et sud du village. Relativement similaires entre eux, Ils étaient chacun tenus par une vingtaine de soldats de la Wehrmacht (appartenant à la division de légionnaires indiens Freies Indien ) . Ces points se composaient chacun de deux gros bunkers pour canon de campagne, une cuve en béton pour canon antichar, plusieurs abris/soutes à munitions et plusieurs petits bunkers appelés "Tobruks" qui servaient de poste de tir d'infanterie pour la protection rapprochée du point fortifié. Des tranchées creusées dans la dune servaient à relier certains ouvrages et un fil de fer barbelé était disposé tout au tour de chaque point. La majorité de ces bunkers ont été détruits pour des raisons de sécurité ou pour laisser place à des infrastructures touristiques. Un seul point fortifié sur les cinq demeure encore visible aujourd’hui sur la plage de l'Alexandre, les autres étant à moitié enfouis du fait de l'érosion du cordon dunaire.
Lacanau accueille chaque mois d'août depuis 1979 une épreuve du championnat du monde de surf, le Lacanau Pro. Le club de surf le plus ancien en Europe est le Lacanau Surf Club, créé en 1968.

## Politique et administration

### Administration municipale

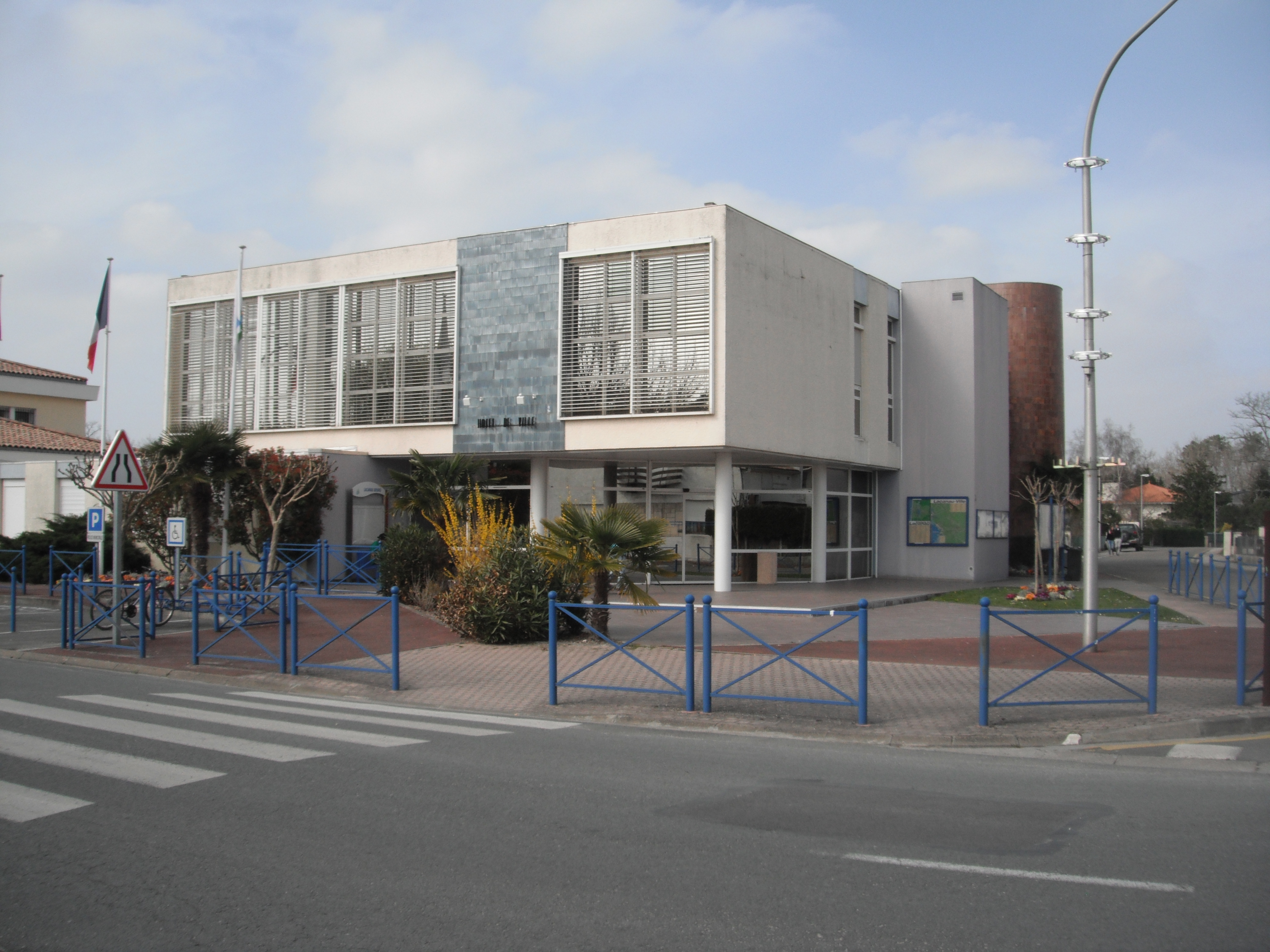
Hôtel de ville de Lacanau.

Le nombre d'habitants de la commune étant compris entre 3 500 et 4 499, le nombre de membres du conseil municipal est de 27.

### Jumelages
Depuis le 20 octobre 2013 Lacanau a signé une convention de partenariat avec la ville de Tönning (Allemagne).

### Comptes de la commune
| Chiffres clés 2011                                            | En milliers d'euros | En euros par habitant | Chiffres 2000 |
| ------------------------------------------------------------- | ------------------- | --------------------- | ------------- |
| Total des produits de fonctionnement (A)                      | 11 550              | 2 592                 | 6 979         |
| Total des charges de fonctionnement (B)                       | 10 633              | 2 386                 | 6 598         |
| Résultat comptable (R=A-B)                                    | 917                 | 206                   | 381           |
| Total des ressources d'investissement (C)                     | 4 784               | 1 074                 | 2 386         |
| Total des emplois d'investissement (D)                        | 4 672               | 1 048                 | 2 479         |
| Besoin ou capacité de financement des investissements (E=D-C) | -112                | -25                   | 93            |
| Encours de la dette au 31/12                                  | 9 459               | 2 123                 | 5 238         |
| Annuité de la dette                                           | 1 169               | 262                   | 1 051         |

| Fiscalité locale                    | Taux    |
| ----------------------------------- | ------- |
| Taxe d'habitation (y compris THLV)  | 9,86 %  |
| Foncier bâti                        | 17,86 % |
| Foncier non bâti                    | 27,15 % |
| Cotisation foncière des entreprises | 0,00 %  |

### Intercommunalité
La commune est membre de la communauté de communes Médoc Atlantique, structure intercommunale créée le 1er janvier 2017.
La communauté de communes est membre du syndicat mixte Pays de Médoc, structure administrative d'aménagement du territoire, regroupant six communautés de communes : Médoc Estuaire, Médulienne, Lacs Médocains, Cœur du Médoc, Pointe du Médoc et Centre Médoc.

### Autres circonscriptions
Lacanau fait partie du canton de Castelnau-de-Médoc et de l'arrondissement de Lesparre-Médoc.
Le canton de Castelnau-de-Médoc comprend dix-neuf communes, dont Brach, Sainte-Hélène, Saumos et Le Temple. Constitué définitivement en 1800 (loi du 28 pluviôse an VIII), c'est l'un des soixante-trois cantons que compte le département (circonscriptions électorales servant à l'élection des conseillers généraux, membres du conseil général du département).
Lacanau fait partie de la cinquième circonscription de Gironde, composée de six cantons dont Castelnau-de-Médoc et Saint-Laurent-Médoc. La cinquième circonscription de Gironde est l'une des douze circonscriptions législatives que compte le département.

## Équipements et services publics

### Espaces publics
En 2015, Lacanau se voit décerner le label « ville de surf » 2 étoiles par la Fédération française de surf.

### Justice, sécurité, secours et défense
Il n'y a pas d'administration judiciaire à Lacanau.
Le Tribunal d'instance, le tribunal de grande instance, la cour d'appel, le Tribunal pour enfants, le Conseil des prud'hommes, le Tribunal de commerce, le Tribunal administratif et la Cour administrative d'appel se situent à Bordeaux.

## Population et société

### Démographie
Les habitants de Lacanau sont appelés les Canaulais.

#### Évolution démographique
L'évolution du nombre d'habitants est connue à travers les recensements de la population effectués dans la commune depuis 1793. Pour les communes de moins de 10 000 habitants, une enquête de recensement portant sur toute la population est réalisée tous les cinq ans, les populations de référence des années intermédiaires étant quant à elles estimées par interpolation ou extrapolation. Pour la commune, le premier recensement exhaustif entrant dans le cadre du nouveau dispositif a été réalisé en 2008.

En 2022, la commune comptait 5 389 habitants, en évolution de +13,57 % par rapport à 2016 (Gironde : +6,91 %, France hors Mayotte : +2,11 %).
| 1793 | 1800 | 1806 | 1821 | 1831 | 1836 | 1841 | 1846  | 1851 |
| ---- | ---- | ---- | ---- | ---- | ---- | ---- | ----- | ---- |
| 960  | 674  | 732  | 853  | 879  | 843  | 894  | 1 040 | 938  |

| 1856  | 1861  | 1866  | 1872 | 1876 | 1881 | 1886  | 1891  | 1896  |
| ----- | ----- | ----- | ---- | ---- | ---- | ----- | ----- | ----- |
| 1 020 | 1 015 | 1 032 | 974  | 962  | 934  | 1 007 | 1 106 | 1 047 |

| 1901  | 1906  | 1911  | 1921  | 1926  | 1931  | 1936  | 1946  | 1954  |
| ----- | ----- | ----- | ----- | ----- | ----- | ----- | ----- | ----- |
| 1 146 | 1 306 | 1 402 | 1 516 | 2 019 | 2 115 | 2 103 | 2 050 | 1 974 |

| 1962  | 1968  | 1975  | 1982  | 1990  | 1999  | 2006  | 2008  | 2013  |
| ----- | ----- | ----- | ----- | ----- | ----- | ----- | ----- | ----- |
| 1 845 | 1 846 | 2 038 | 1 961 | 2 405 | 3 142 | 4 105 | 4 381 | 4 527 |

| 2018  | 2022  | - | - | - | - | - | - | - |
| ----- | ----- | - | - | - | - | - | - | - |
| 5 082 | 5 389 | - | - | - | - | - | - | - |

#### Pyramide des âges
La population de la commune est relativement âgée.
En 2018, le taux de personnes d'un âge inférieur à 30 ans s'élève à 25,2 %, soit en dessous de la moyenne départementale (35,9 %). À l'inverse, le taux de personnes d'âge supérieur à 60 ans est de 35,7 % la même année, alors qu'il est de 24,9 % au niveau départemental.
En 2018, la commune comptait 2 502 hommes pour 2 580 femmes, soit un taux de 50,77 % de femmes, légèrement inférieur au taux départemental (52,06 %).
Les pyramides des âges de la commune et du département s'établissent comme suit.
| Hommes | Classe d’âge | Femmes |
| ------ | ------------ | ------ |
| 0,9    | 90 ou +      | 1,8    |
| 7,8    | 75-89 ans    | 10,0   |
| 25,1   | 60-74 ans    | 25,8   |
| 23,7   | 45-59 ans    | 20,8   |
| 16,2   | 30-44 ans    | 17,6   |
| 12,2   | 15-29 ans    | 9,3    |
| 14,2   | 0-14 ans     | 14,7   |

| Hommes | Classe d’âge | Femmes |
| ------ | ------------ | ------ |
| 0,7    | 90 ou +      | 1,9    |
| 6,7    | 75-89 ans    | 8,9    |
| 15,7   | 60-74 ans    | 16,8   |
| 19,9   | 45-59 ans    | 19,3   |
| 19,9   | 30-44 ans    | 19,2   |
| 19,4   | 15-29 ans    | 18,1   |
| 17,7   | 0-14 ans     | 15,8   |

La commune dépasse les 40 000 habitants en période estivale.

### Enseignement
Située dans l'académie de Bordeaux, la commune administre deux écoles primaires : l'école primaire publique Ville et l'école primaire publique Antonia-Guittard. La commune dispose depuis la rentrée 2013 d'un collège vers lequel les élèves des environs, qui étaient jusqu'alors dirigés vers Hourtin, peuvent poursuivre leur scolarité.

### Santé
Plusieurs professionnels de la santé sont installés à Lacanau : médecins généralistes, infirmiers, pharmaciens, kinésithérapeutes-ostéopathes, podologue, opticiens, orthophoniste, vétérinaires, laboratoire d'analyses médicales, maison de retraite.
Les hôpitaux les plus proches sont à Arès (Centre médico-chirurgical Wallerstein) et Lesparre (Clinique mutualiste du Médoc).

### Sports et loisirs
De nombreuses structures sportives sont mises à disposition comme La Maison de la Glisse qui abrite le club de surf situé à Lacanau-Océan, le club de voile situé sur le lac de Lacanau, le club canoë-kayak Lacanau Guyenne avec un local sur le lac et un autre sur l'océan, le pôle de l’Ardilouse qui comprend des courts de tennis (intérieur-extérieur), des salles de squash, de trinquet et des terrains de paddle-tennis. Il y a également plusieurs terrains de golf, une salle multi-sport (hand-ball, basket, badminton, danse, judo) et un stade de football (stade Albert-François).
Il est possible de se promener à vélo en suivant les chemins ruraux ou les pistes cyclables, comme la piste cimentée du Littoral (de Lacanau-Océan au Cap-Ferret), ou encore la piste forestière no 206 qui traverse la forêt domaniale. 
La commune dispose d'une piste cyclable, la voie verte reliant Bordeaux à Lacanau-Océan, piste construite sur l'ancienne ligne de chemin de fer de Bordeaux à Lacanau-Océan.
Le long de la côte, le territoire communale est traversé par l'EuroVelo 1 (EV 1), également dénommée « Atlantic Coast Route » ou « Vélodyssée » ainsi que par le sentier de grande randonnée 8 (GR 8) qui fait partie du sentier européen E9.

### Manifestations culturelles et festivités
Le Lacanau Pro est une grande compétition de surf qui se déroule chaque année à Lacanau. Elle fait partie du circuit permettant de participer aux championnats du monde de surf.

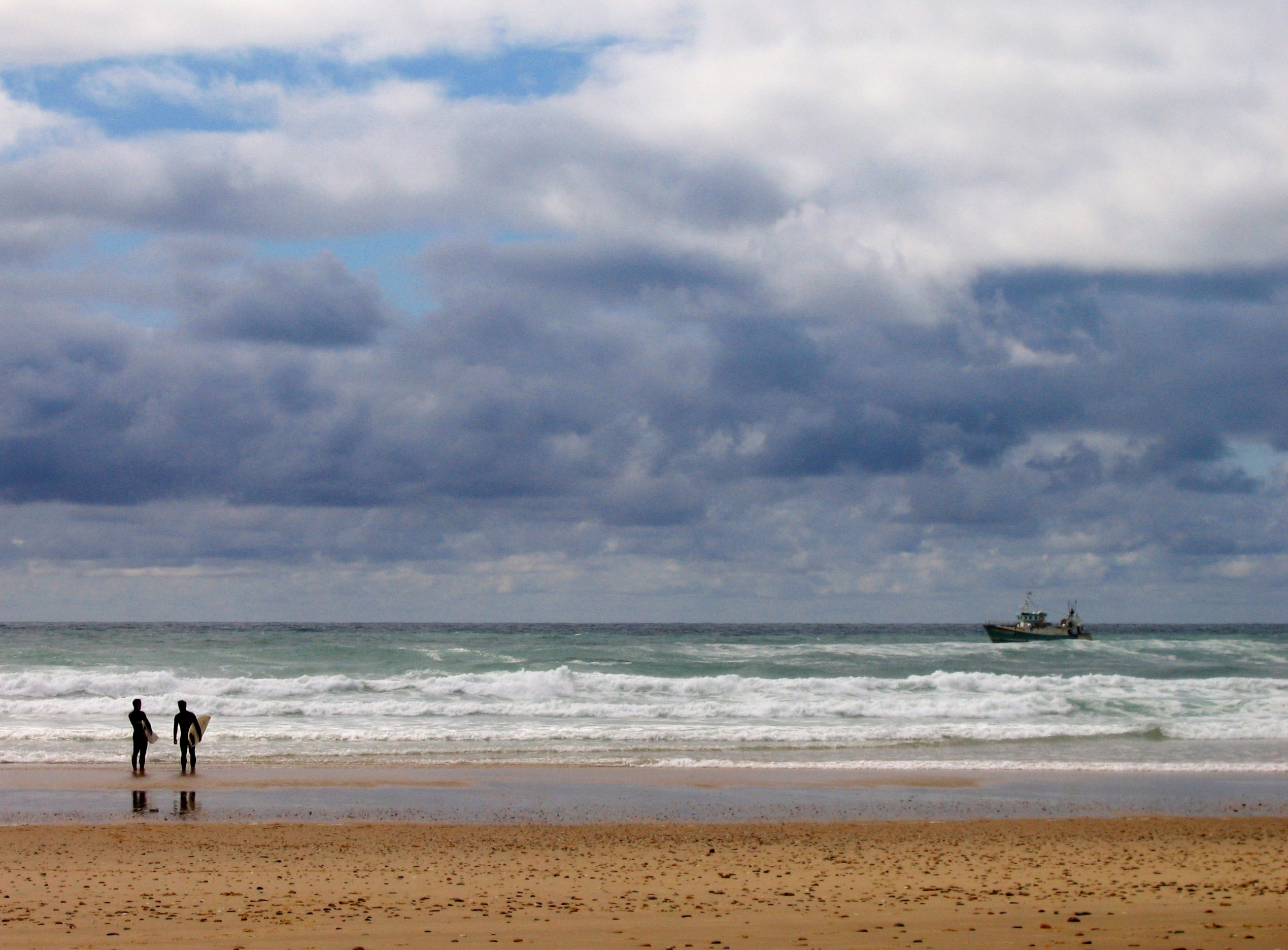
Surfeurs à Lacanau.
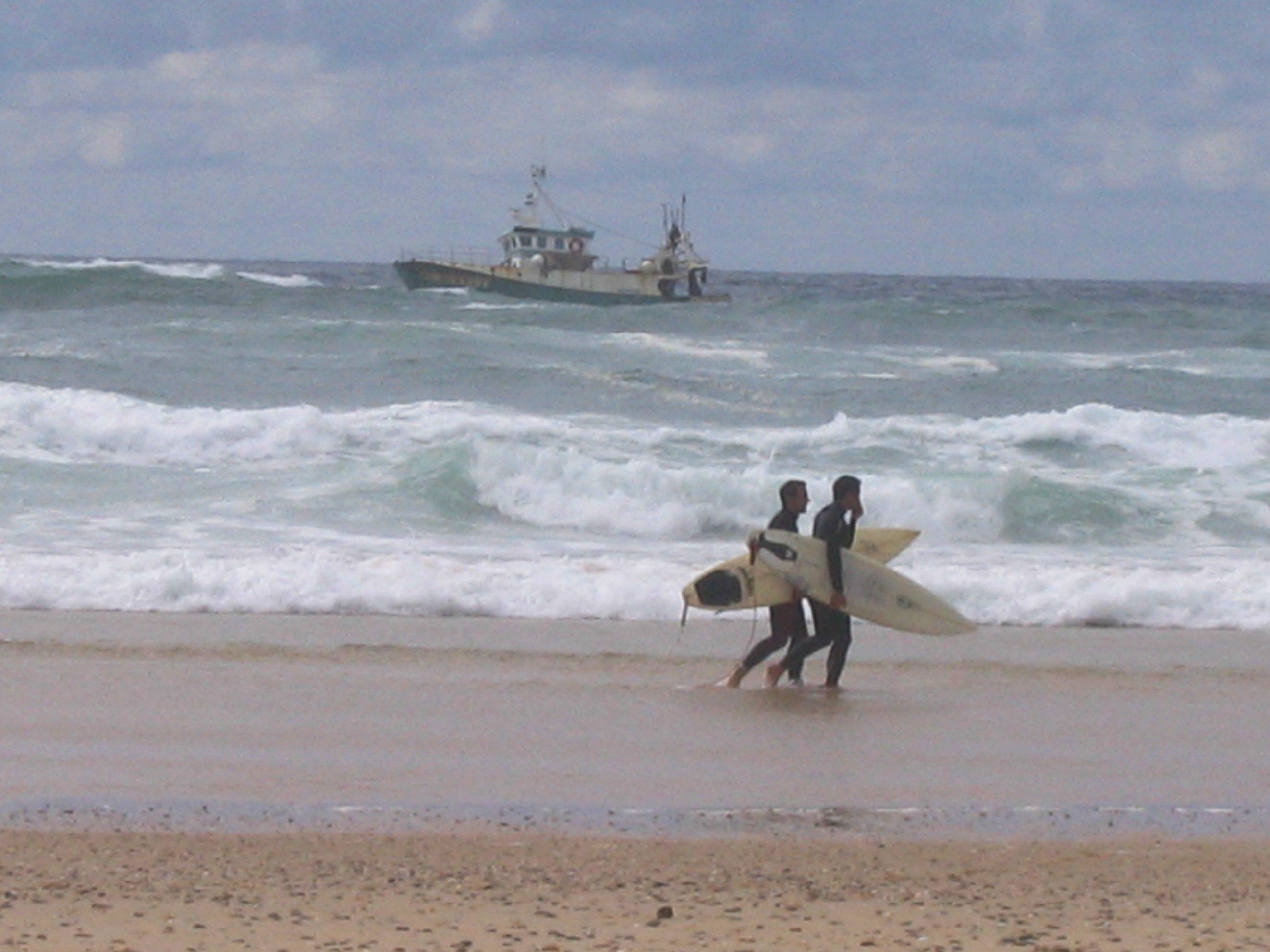
Surfeurs à Lacanau.
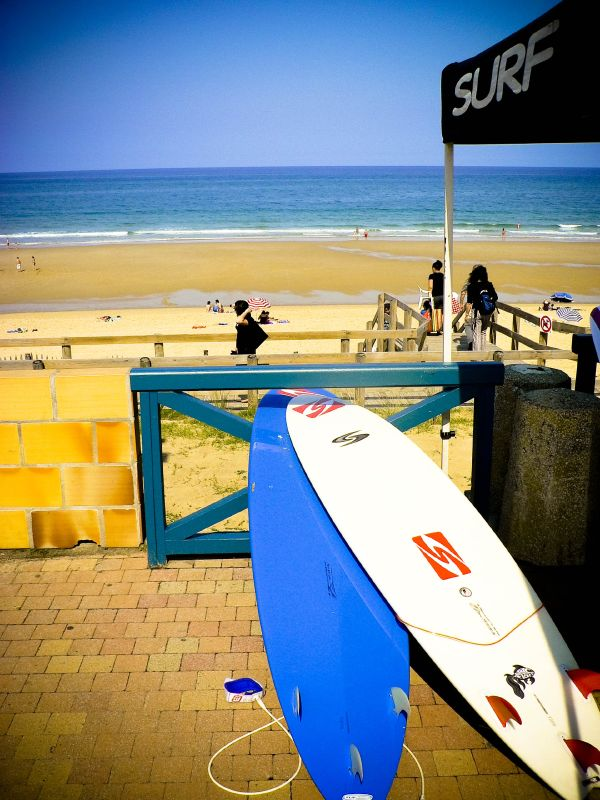
Surf Lacanau.

À Lacanau se déroule aussi annuellement le championnat du monde de lancer de tong.

### Médias
La ville de Lacanau dispose de médiathèques (situées à Lacanau-Océan et Lacanau-Ville) où sont régulièrement proposées des expositions.
Elle disposait jusqu'en octobre 2017 d'un cinéma (situé à Lacanau-Océan). À celui-ci a succédé en mars 2018 une nouvelle salle, L'Escoure, implantée dans le même bâtiment que la médiathèque de Lacanau-Océan.
On trouve également deux espaces publics numériques (EPN), au Centre social et d'animation PIJ et au Lacanau surf club.

## Économie

### Revenus de la population et fiscalité
En 2021, la commune compte 3 099 ménages fiscaux, regroupant 6 229 personnes.
Le revenu fiscal médian par ménage, le taux de pauvreté des ménages et la part des ménages fiscaux imposés de la commune, du département du Pas-de-Calais et de la métropole sont les suivants :
- le revenu fiscal médian par ménage de la commune est de 25 500 €, supérieur à celui du département de la Gironde (23 950 €) et supérieur à celui de la France métropolitaine (23 080 €)[Insee 1],[Insee 2],[Insee 3] ;
- le taux de pauvreté des ménages de la commune est de 11 %, de 12,8 % au niveau du département et de 14,9 % au niveau de la métropole[Insee 4],[Insee 5],[Insee 6] ;
- la part des ménages fiscaux imposés dans la commune est de 60 %, de 55,7 % au niveau du département et de 53,4 % au niveau de la métropole[Insee 1],[Insee 2],[Insee 3].

### Emploi
|                       | 2010   | 2015   | 2021   |
| --------------------- | ------ | ------ | ------ |
| Commune               | 12,7 % | 14,8 % | 13,8 % |
| Département           | 11,3 % | 13,7 % | 11,2 % |
| France métropolitaine | 11,6 % | 13,7 % | 11,7 % |

En 2021, la population âgée de 15 à 64 ans s'élève à 2 928 personnes, parmi lesquelles on compte 74,3 % d'actifs (64,0 % ayant un emploi et 10,3 % de chômeurs) et 25,7 % d'inactifs,. En 2021, le taux de chômage communal (au sens du recensement) des 15-64 ans est supérieur à celui du département et supérieur à celui de la France métropolitaine.
La commune fait partie de la couronne de l'aire d'attraction de Bordeaux, du fait qu'au moins 15 % des actifs travaillent dans le pôle,. Elle compte 1 772 emplois en 2021, contre 1 549 en 2015 et 1 416 en 2010. Le nombre d'actifs ayant un emploi résidant dans la commune est de 1 911, soit un indicateur de concentration d'emploi de 92,7 et un taux d'activité parmi les 15 ans ou plus de 50,9 %.
Sur ces 1 911 actifs de 15 ans ou plus ayant un emploi, 1 006 travaillent dans la commune, soit 53 % des habitants. Pour se rendre au travail, 81,9 % des habitants utilisent une voiture, un camion ou une fourgonnette, 2,9 % les transports en commun, 10,6 % s'y rendent en deux-roues, à vélo ou à pied et 4,6 % n'ont pas besoin de transport (travail au domicile).

### Entreprises et commerces

#### Agriculture
La commune est dans les « Landes du Medoc », une petite région agricole dans le département de la Gironde. En 2020, l'orientation technico-économique de l'agriculture  sur la commune est la culture de céréales et/ou d'oléo-protéagineux. 
|               | 1988 | 2000 | 2010 | 2020 |
| ------------- | ---- | ---- | ---- | ---- |
| Exploitations | 21   | 10   | 3    | 2    |
| SAU (ha)      | 136  | 345  | 407  | 138  |

Le nombre d'exploitations agricoles en activité et ayant leur siège dans la commune est passé de 21 lors du recensement agricole de 1988  à 10 en 2000 puis à 3 en 2010 et enfin à 2 en 2020, soit une baisse de 90 %. La surface agricole utilisée sur la commune a quant à elle augmenté, passant de 136 ha en 1988 à 138 ha en 2020. Parallèlement la surface agricole utilisée moyenne par exploitation a augmenté, passant de 6 à 69 ha,.

#### Activités hors agriculture
1 215 établissements marchands non agricoles sont économiquement actifs en 2022 à Lacanau,,.
| Secteur d'activité                                                                                        | Commune | Commune | Département |
| Secteur d'activité                                                                                        | Nombre  | %       | %           |
| --- | ------- | ------- | ----------- |
| Ensemble                                                                                                  | 1 215   | 100 %   | (100 %)     |
| Industrie manufacturière, industries extractives et autres                                                | 50      | 4,1 %   | (5,3 %)     |
| Construction                                                                                              | 118     | 9,7 %   | (11,7 %)    |
| Commerce de gros et de détail, transports, hébergement et restauration                                    | 350     | 28,8 %  | (22,5 %)    |
| Information et communication                                                                              | 32      | 2,6 %   | (3,6 %)     |
| Activités financières et d'assurance                                                                      | 45      | 3,7 %   | (5,3 %)     |
| Activités immobilières                                                                                    | 110     | 9,1 %   | (5,7 %)     |
| Activités spécialisées, scientifiques et techniques et activités de services administratifs et de soutien | 212     | 17,4 %  | (20,2 %)    |
| Administration publique, enseignement, santé humaine et action sociale                                    | 170     | 14,0 %  | (15,8 %)    |
| Autres activités de services                                                                              | 128     | 10,5 %  | (9,9 %)     |

Le secteur du commerce de gros et de détail, transports, hébergement et restauration est prépondérant sur la commune puisqu'il représente 28,8 % du nombre total d'établissements de la commune (350 sur les 1215 entreprises implantées  à Lacanau), et supérieur à celui du département (22,5 %). Par ailleurs, le secteur des activités spécialisées, scientifiques et techniques et activités de services administratifs et de soutien avec 17,4 % du nombre total d'établissements de la commune est inférieur à celui du département (20, 2 %), et, à l'inverse, le secteur des activités immobilières, qui représente 9,1 % du nombre total d'établissements de la commune, est supérieur à celui du département (5,7 %).
L’économie est largement tournée vers le tourisme estival. Outre sa plage et ses six aires de baignade aménagées, la commune dispose notamment d'un casino, de terrains de golf, d'aires de pratique de sports nautiques, de courts de tennis, etc.

### Appellations sur le territoire
Plusieurs AOC (Appellation d'origine contrôlée) existent sur le territoire : IGP Agneau de Pauillac, IGP Asperges des sables des Landes, IGP Bœuf de Bazas, IGP Canard à foie gras du Sud-Ouest, IGP Jambon de Bayonne, IGP Volailles des Landes.

### Tourisme
L'office de tourisme Médoc Atlantique est chargé de l'organisation et la promotion touristique du territoire de Lacanau, Carcans et Hourtin.

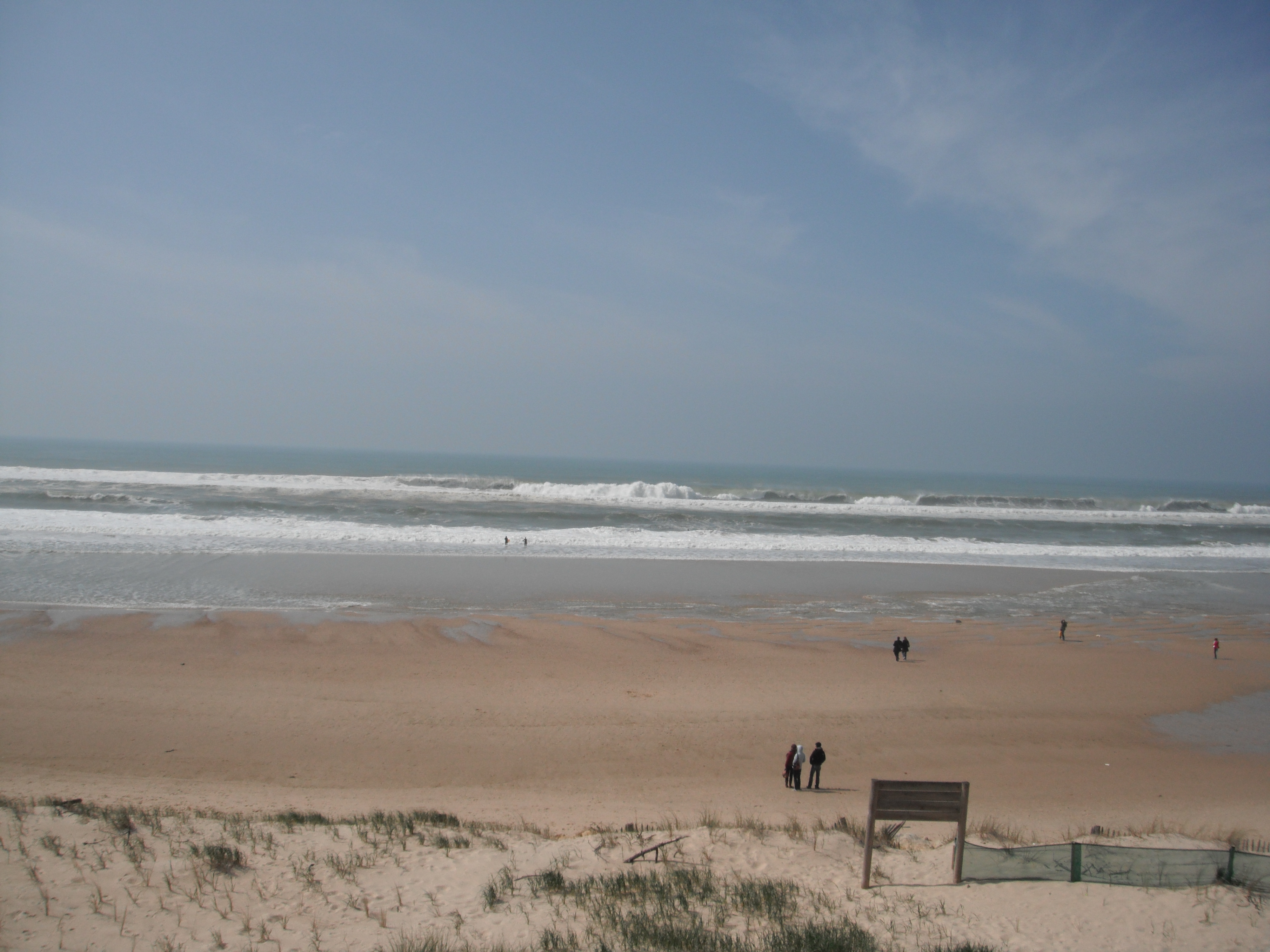
Plage Lacanau-Océan.
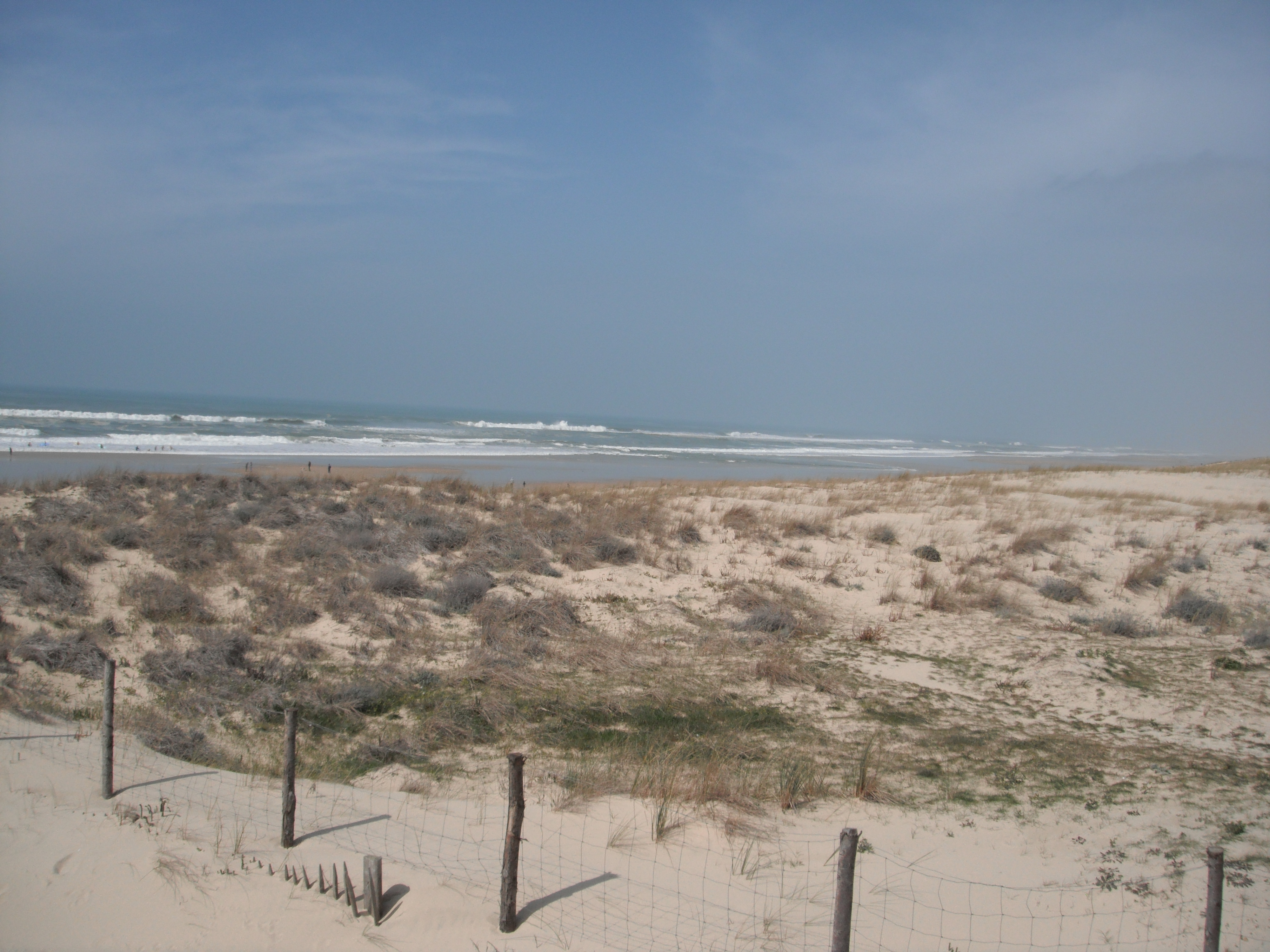
Dunes à Lacanau-Océan.
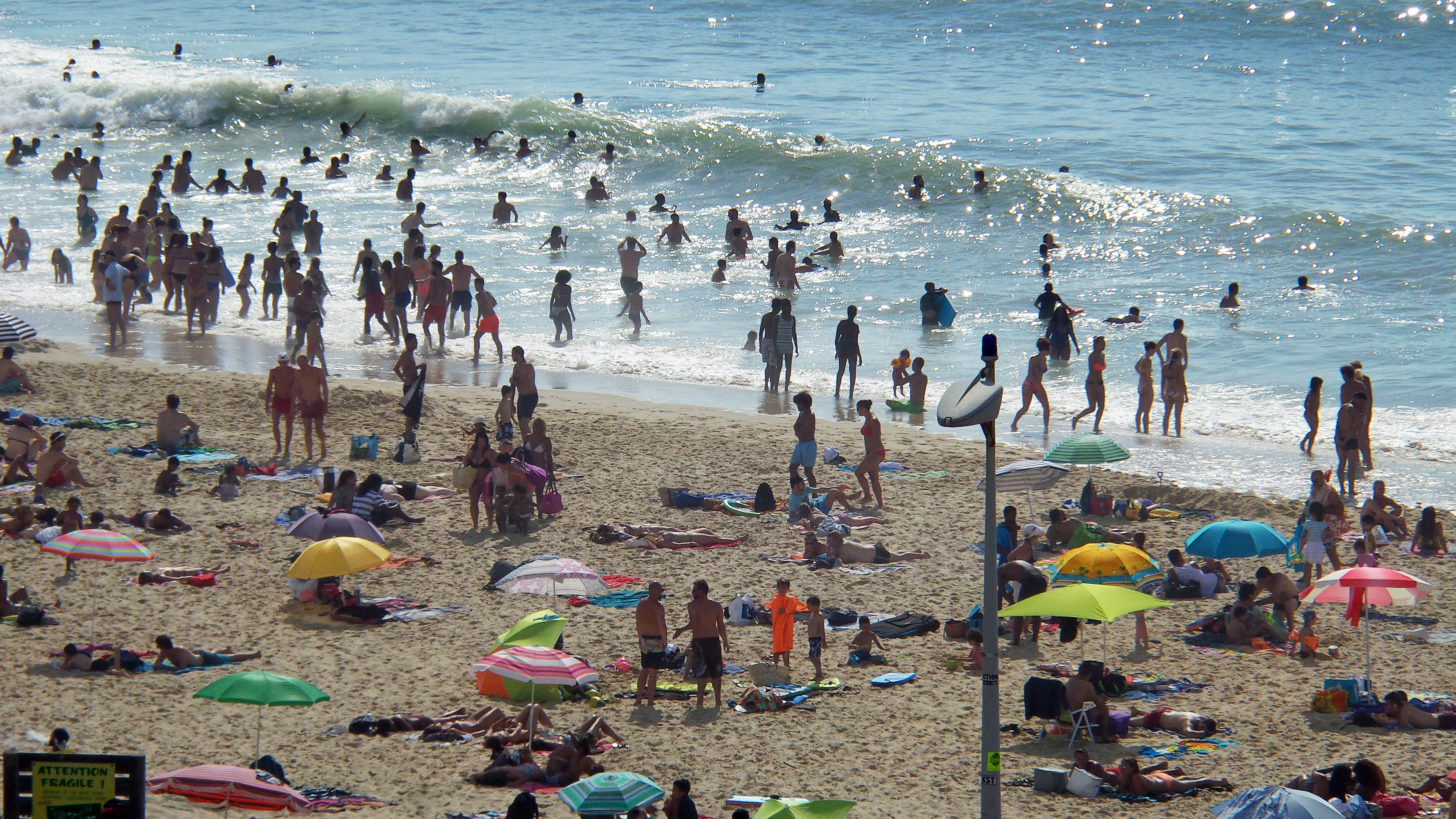
Zone de baignade Août 2015
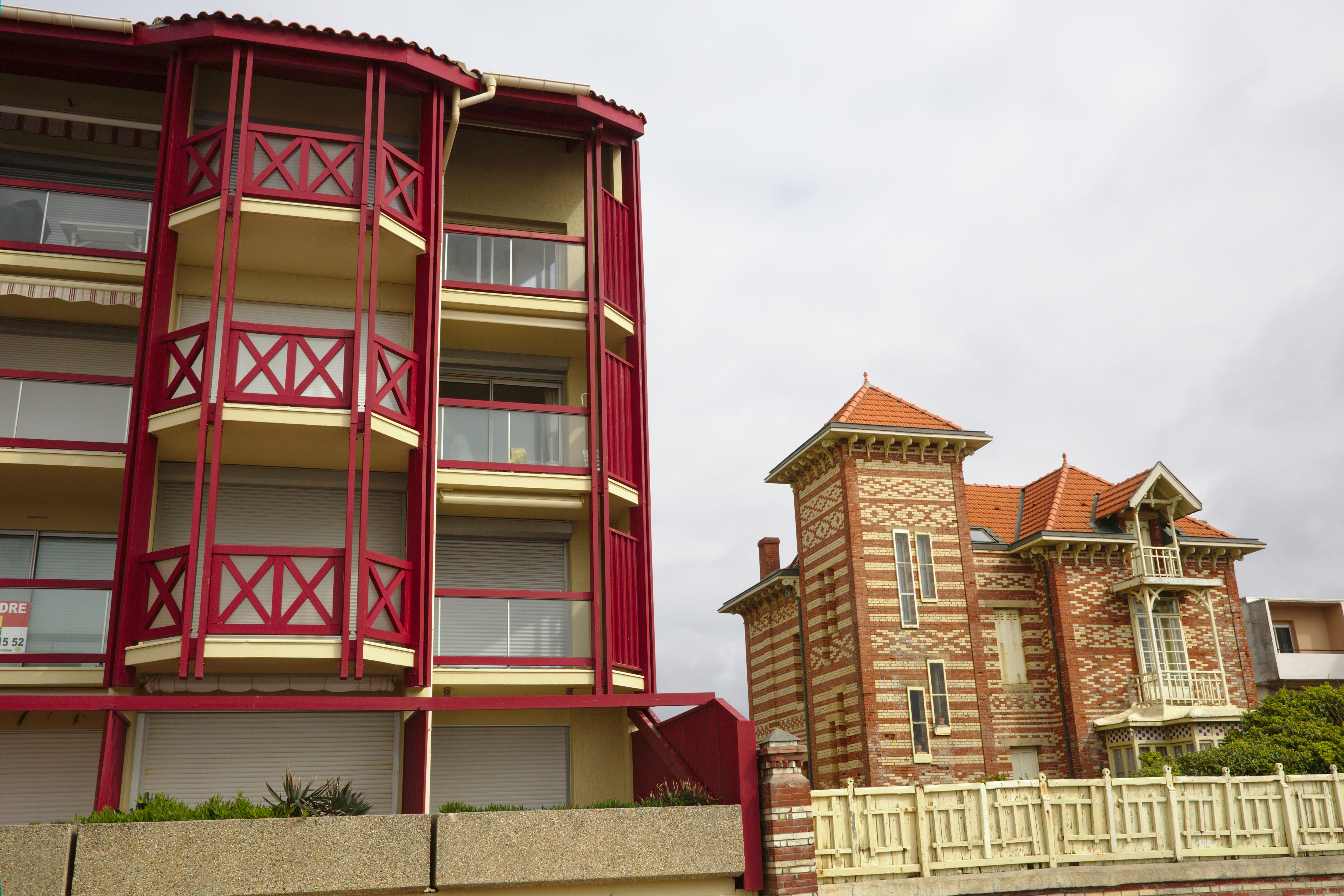
Front de mer.

#### Hôtellerie, camping et autres hébergements collectifs
Au 1er janvier 2025, la commune de Lacanau dispose de quatre hôtels pour une capacité totale de 142 chambres, de neuf campings totalisant 2 780 emplacements et de neuf autres types d'hébergements collectifs totalisant 2 024 places de lit.

## Culture locale et patrimoine

### Lieux et monuments
- L'intersection du 45e parallèle nord et du 1er méridien à l'ouest de Greenwich se trouve sur le territoire de la commune près du bois de Méogas (voir aussi le Degree Confluence Project).
- Lac de Lacanau.
- Lacanau possède 2 églises, 1 chapelle, 1 oratoire :
  - l'église Saint-Vincent située à Lacanau-Ville, du XVIIIe siècle,
  - l'église Notre-Dame-des-Flots à Lacanau-Océan, du XXe siècle[114].
  - La chapelle Saint-François d'Assise, du  XXe siècle (1950) route du Porge, Longarisse.
- Monument aux morts américains de la Première Guerre mondiale, au Moutchic, sur lequel sont inscrits les noms de neuf pilotes américains d'hydravions de la base du Moutchic, morts « lors d'accidents en rapport avec des événements aériens »[115].
- Monument en hommage à Pierre Ortal (1924)[74].
- Villa Plaisance, aujourd'hui mairie annexe de Lacanau-Océan. Conçue en 1906 par Pierre Durand, architecte de la Société immobilière de Lacanau et du chemin de fer de Lacanau à l'Océan. Elle était appelée PH pour Pierre & Honorine. Elle a été acquise en 1952 par Gaston Dufilh, restaurateur, adjoint au maire, qui la légua à la mairie à son décès en 1994. La villa a été restaurée en 2009-2010.
- Villa Beau Site (1906), villa Cerbère (1907), villa Les Mouettes (1906), villa Yora (1909), villa Les Dunes (1913), villa Chante-Mer, villa Stella, villa La Vague, villa Les Iris, villa M'Arena, de style néo-basque, villa Clair Bois, villa Fleur du Lac, villa Thaïs, etc.

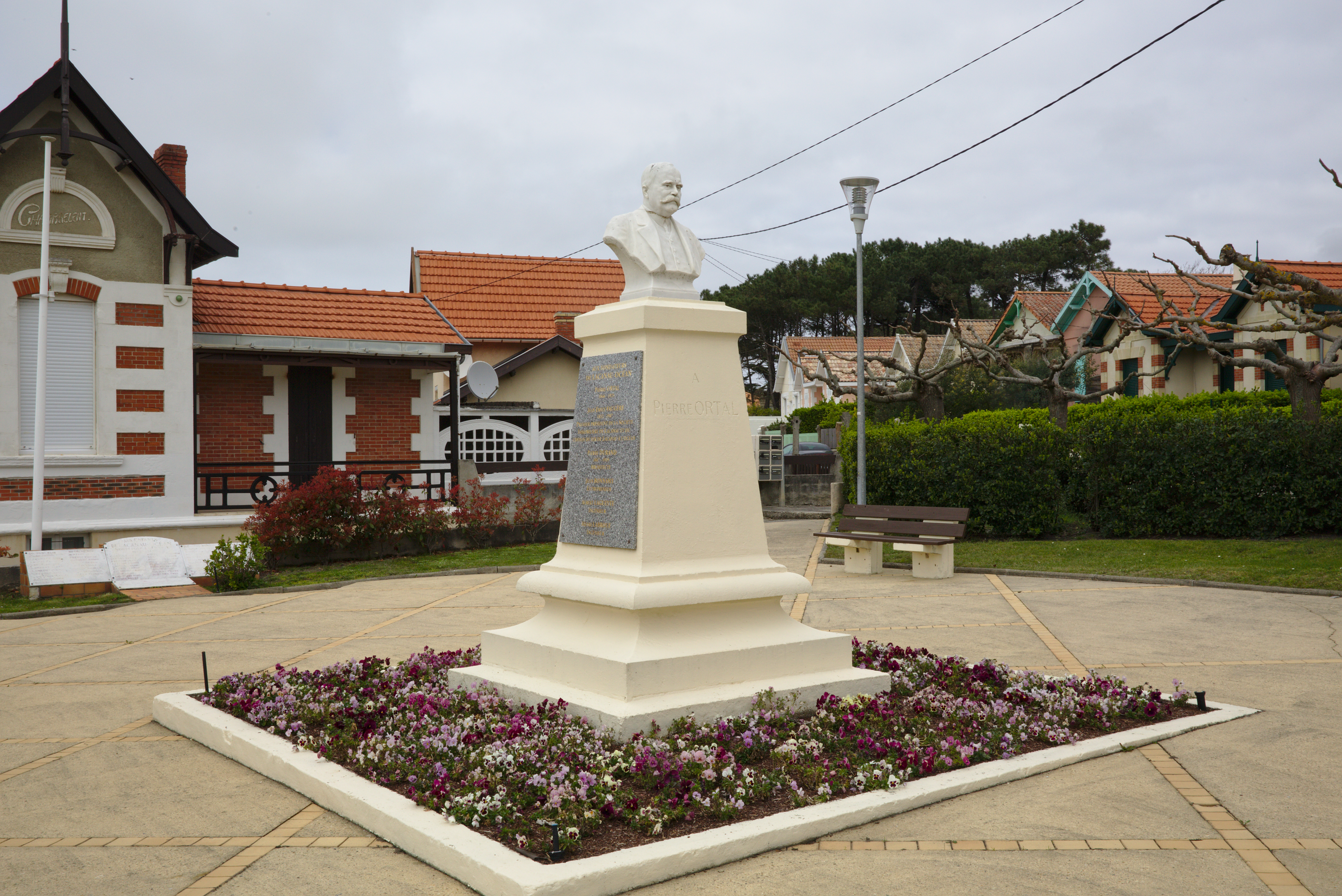
Buste de Pierre Ortal.
Manutea.
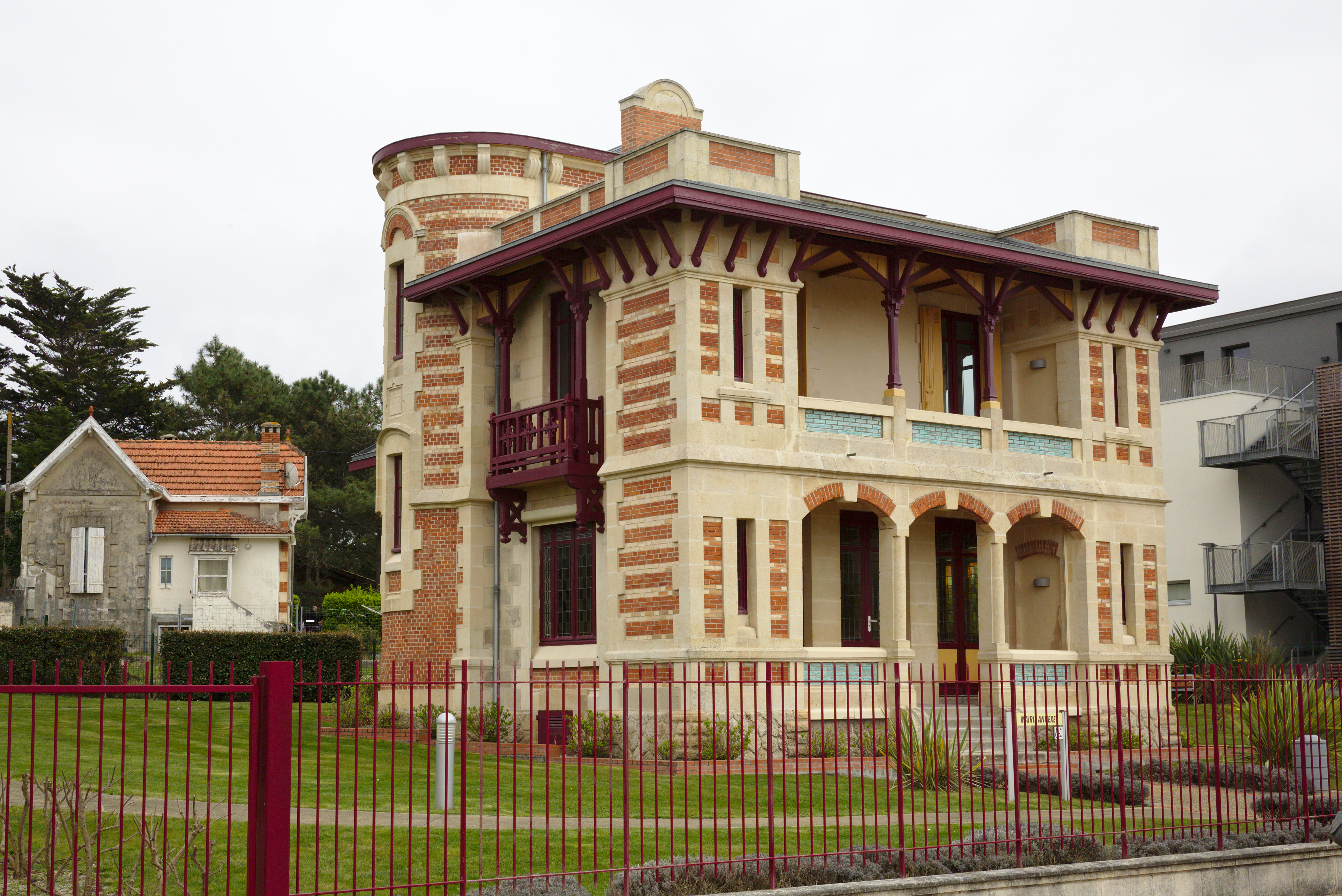
Villa Plaisance, mairie annexe de Lacanau-Océan.
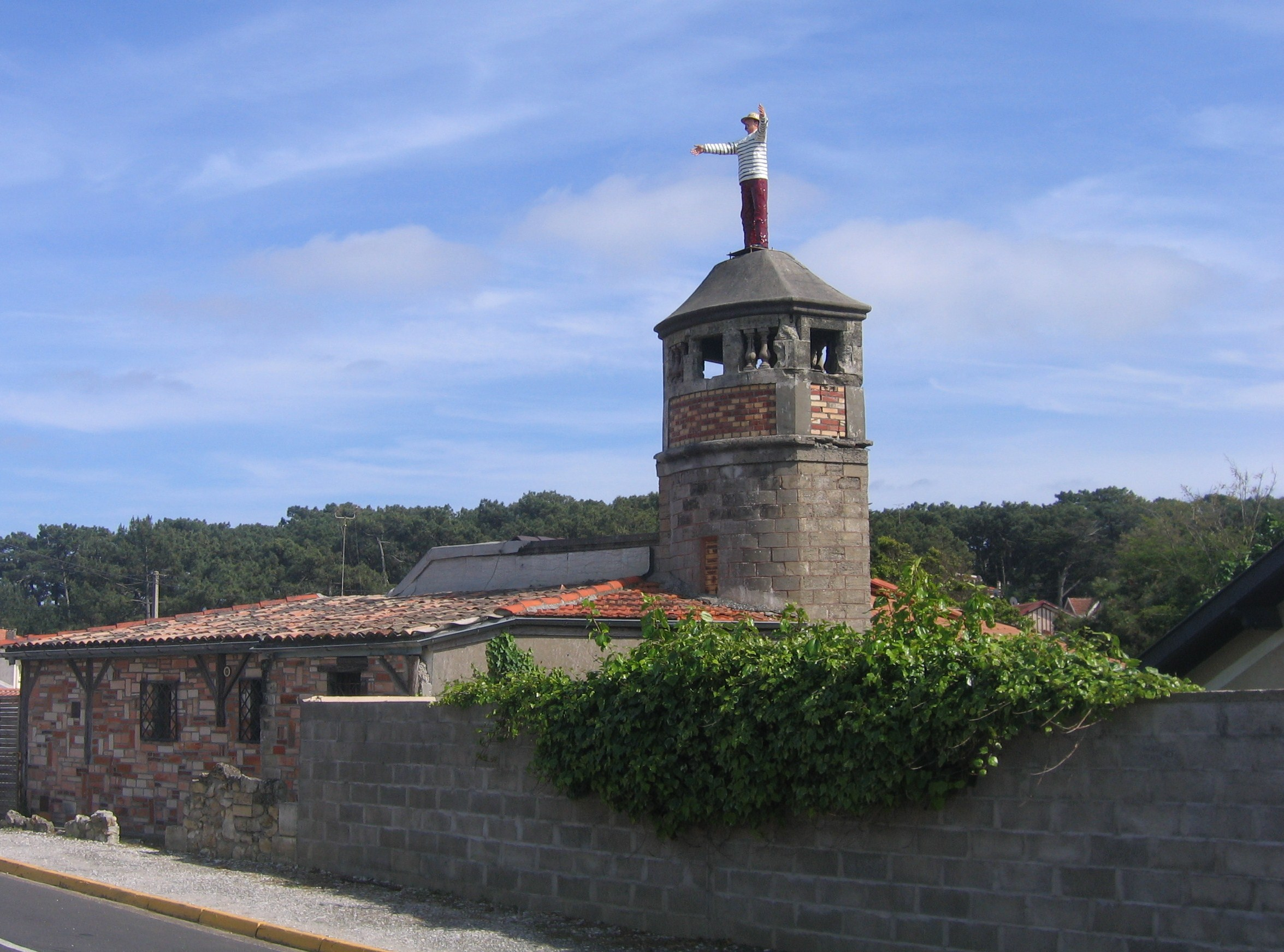
Crohot des matelots.
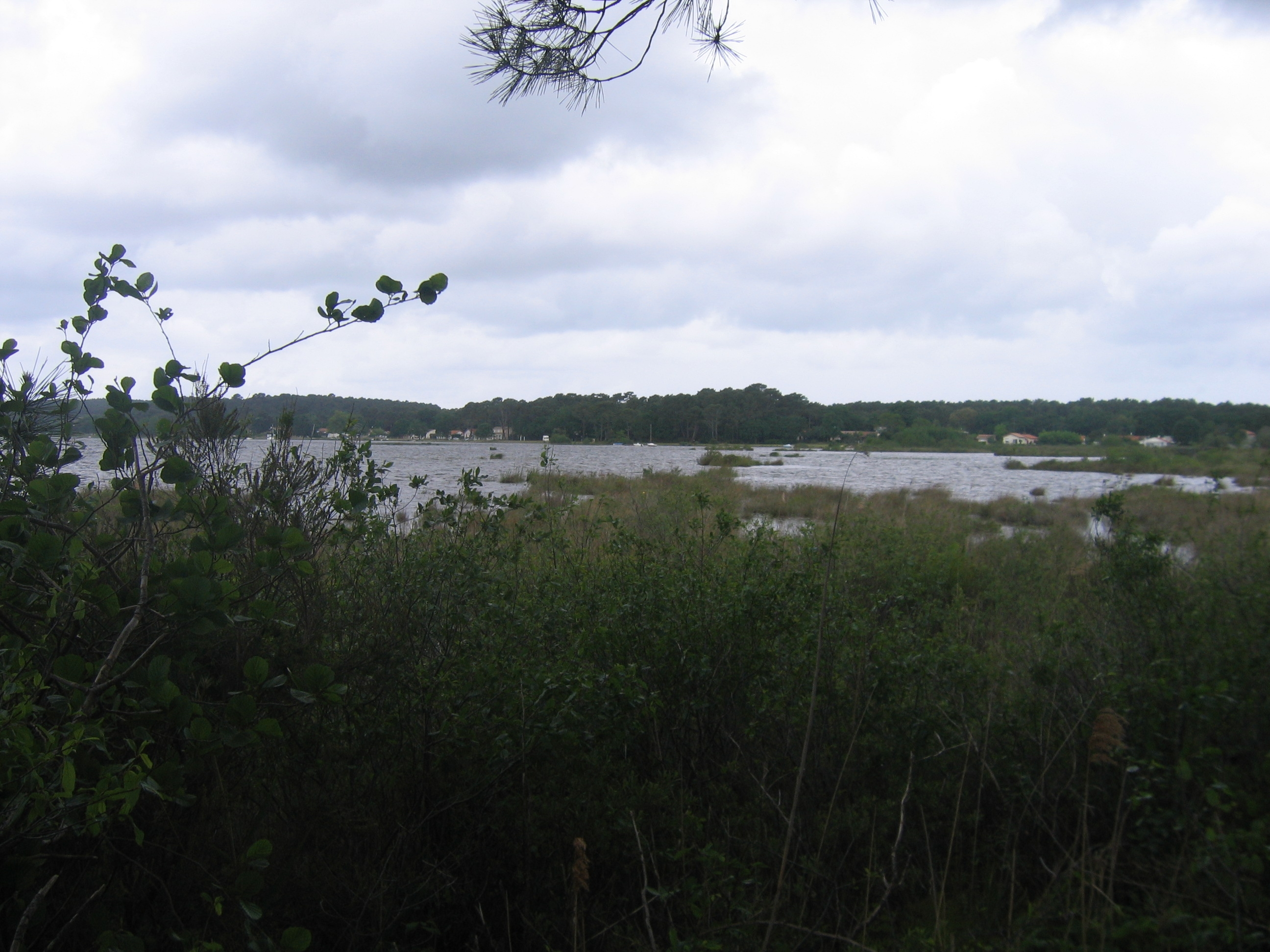
Le Moutchic "étang de Lacanau"

### Personnalités liées à la commune
- Jean Cayrol (1911-2005) fit connaître la vie à Lacanau-Océan avec son livre Les Enfants pillards (1978).
- Georges Coulonges (1923-2003), romancier, auteur de chansons interprétées par Jean Ferrat, Bourvil, etc. Ses romans puisent largement dans la vie locale de son bourg natal, Lacanau.
- Francis Maugard (1931-2021), médecin, poète et peintre, est parmi ceux et celles qui ont introduit le surf à Lacanau-Océan dans les années 1960 après des vacances à Biarritz.
- Gérard Papin (1947-2005), footballeur professionnel des Girondins de Bordeaux, enterré à Lacanau-Océan.
- Justine Dupont (1991), surfeuse professionnelle qui, en 2013, décroche le record de la plus grosse vague jamais surfée par une femme.

### Héraldique
| Blason de Lacanau | Blason  | De gueule au soleil non figuré d’or accosté de deux pins arrachés du même aux troncs écotés, celui de dextre ombré de sable, à la champagne ondée d’argent chargée de trois fasces ondées d’azur surmontée d’une mouette volante aussi d’argent en demi-profil. |
| Blason de Lacanau | Détails | Le statut officiel du blason reste à déterminer. |

## Pour approfondir

#### Bases de données, dictionnaires et encyclopédies
- Ressources relatives à la géographie :   - Insee (communes)
  - Ldh/EHESS/Cassini
- Ressource relative à plusieurs domaines :   - Annuaire du service public français
- Ressource relative à la musique :   - MusicBrainz
- Notices d'autorité :   - VIAF
  - BnF (données)
  - GND